# Paulus von Tarsus

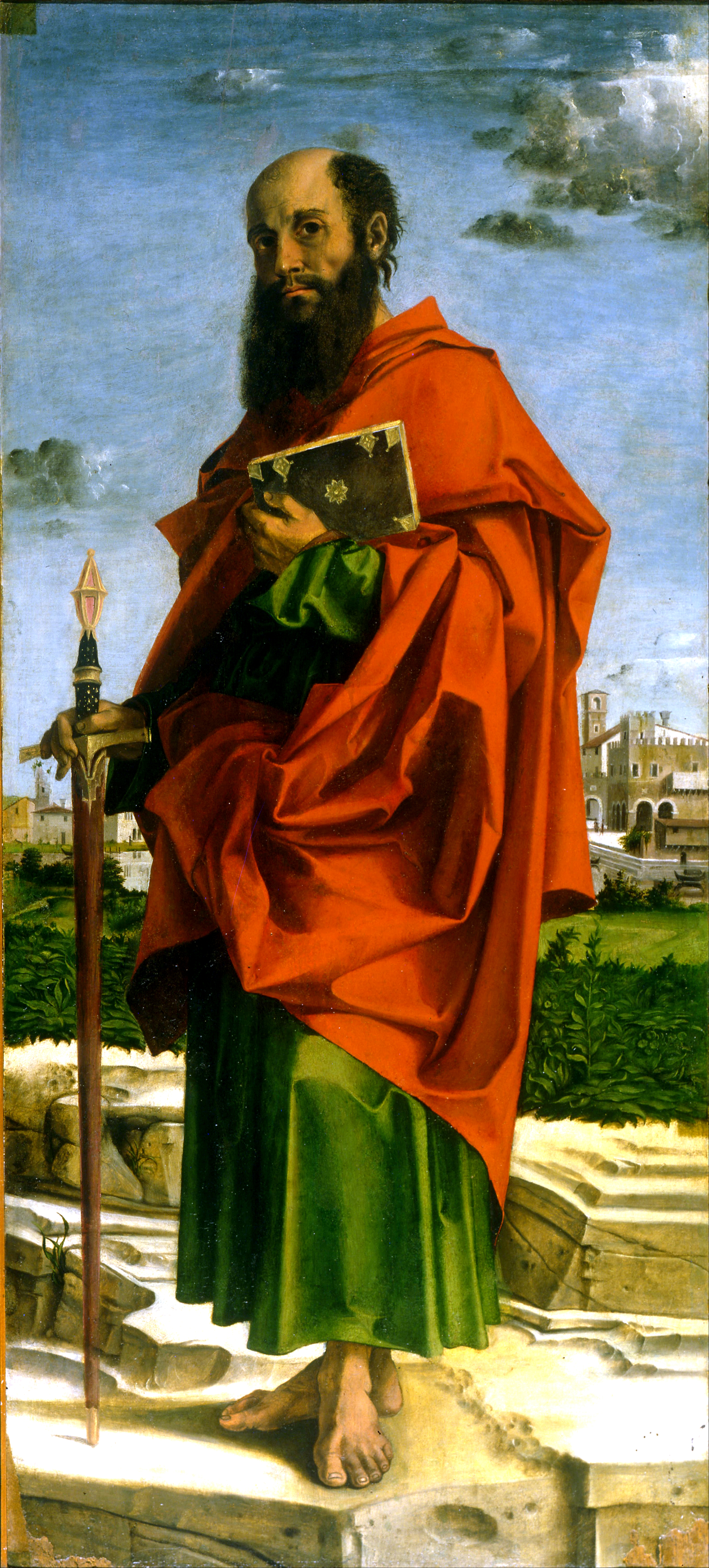
Apostel Paulus von Bartolomeo Montagna 1482.

Paulus von Tarsus (griechisch Παῦλος Paûlos, hebräischer Name שָׁאוּל Scha’ul [Saul, umgangssprachlich (bzw. latinisiert) Saulus] lateinisch Paulus; * vermutlich vor dem Jahr 10 in Tarsus/Kilikien; † nach 60, vermutlich in Rom) war nach dem Neuen Testament (NT) der bedeutendste Missionar des Urchristentums und einer der ersten christlichen Theologen. Er trug entscheidend dazu bei, den neuen Glauben auch für Nichtjuden zu öffnen. Wegen seines großen theologischen Einflusses auf die Urgemeinde und die daraus hervorgegangene Bewegung sehen manche Gelehrte Paulus als den eigentlichen Gründer des Christentums.
Als griechisch gebildeter Jude und radikaler Pharisäer mit römischem Bürgerrecht war Paulus zunächst ein Christenverfolger der frühen Anhänger Jesu Christi, dem er jedoch zu dessen Lebenszeit nie begegnet war. Seit seiner Bekehrung jedoch, bei der ihm der auferstandene Jesus begegnet sein soll, verstand er sich als von Gott berufener Apostel des Evangeliums für die Heidenvölker (Gal 1,15 f. ). Als solcher verkündete er vor allem Nichtjuden den auferstandenen Jesus Christus. Dazu bereiste er den östlichen Mittelmeerraum und gründete dort einige christliche Gemeinden. Durch seine Briefe blieb er mit ihnen in Kontakt. Diese ältesten erhaltenen urchristlichen Schriften bilden als sogenannte Paulusbriefe einen wesentlichen Teil des späteren NT.
Wesentliches Kennzeichen der paulinischen Theologie ist die Konzentration des christlichen Glaubens auf die Kreuzigung und Auferstehung Jesu Christi mit ständigem Bezug auf die Verheißungen des Tanach. Durch die stellvertretende Erfüllung der Tora durch Jesus Christus, den Sohn Gottes, fand Paulus die Rechtfertigung des Menschen und seine Versöhnung mit Gott aus Gnade begründet. Diese Themen wurden in unterschiedlichen Interpretationen Grundbausteine für die Lehren vieler christlicher Konfessionen.
Orthodoxe Kirchen, die römisch-katholische Kirche, die koptisch-orthodoxe Kirche, die Armenische Apostolische Kirche und die Anglikanische Gemeinschaft verehren Paulus als Heiligen. Die evangelischen Kirchen erinnern mit Gedenktagen an ihn. Seine Briefe haben Kirchenväter und führende christliche Theologen geprägt und damit die europäische Geistesgeschichte stark beeinflusst.

## Quellen

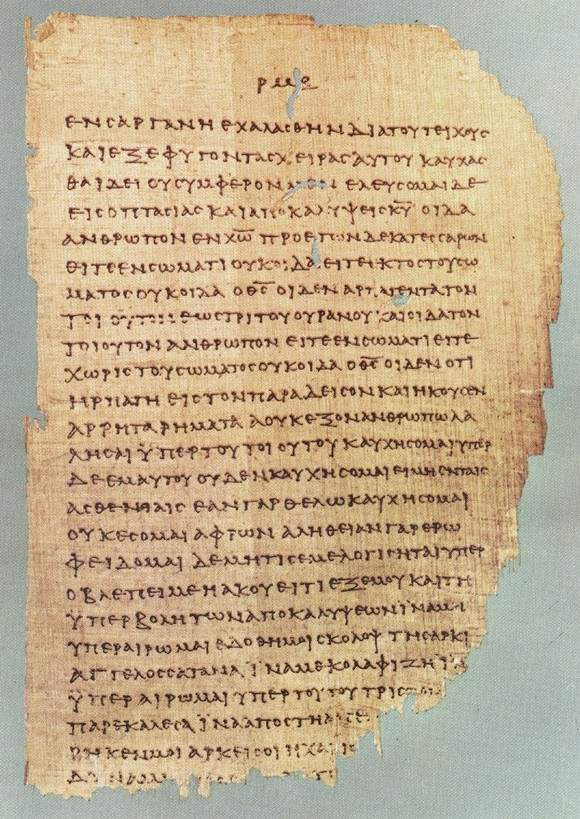
Papyrus 46 wird zwischen 175 und 225 n. Chr. datiert und ist damit der älteste Textzeuge paulinischer Schriften.

### Briefe des Paulus

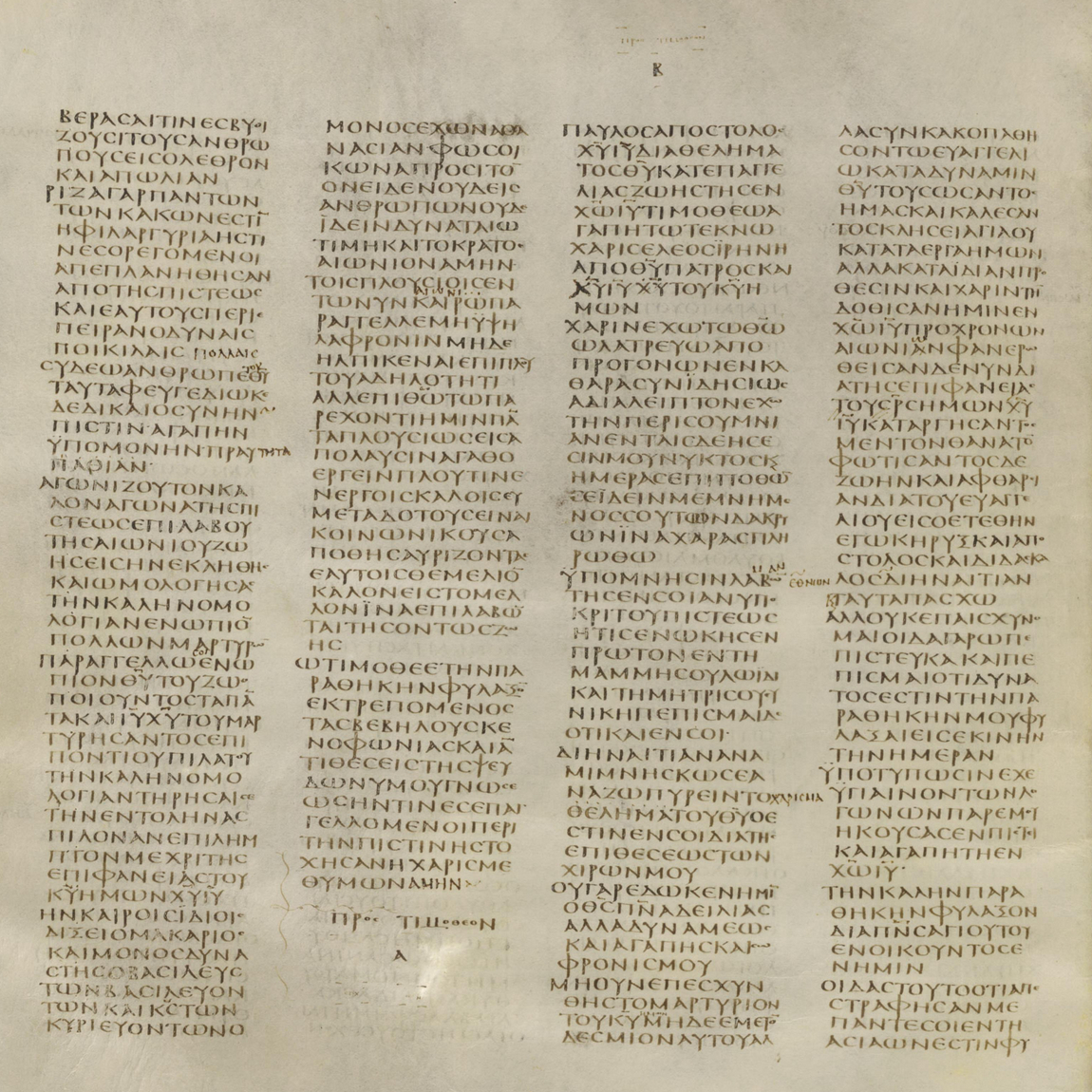
Der Codex Sinaiticus (4. Jhd.) enthält das älteste vollständige Neue Testament; darunter auch die 14 Schriften des Corpus Paulinum.

Das Neue Testament überliefert eine Sammlung paulinischer Episteln, das sogenannte Corpus Paulinum, welches aus 14 Schriften besteht. Den ältesten handschriftlichen Beleg dafür bildet Papyrus 46, welches zwischen 175 und 225 n. Chr. datiert wird. Die älteste vollständige Bezeugung aller vierzehn Schriften des Corpus Paulinum findet sich erst im Codex Sinaiticus, welcher auf das 4. Jhd. n. Chr. datiert wird und zeitgleich die älteste vollständige Handschrift des Neuen Testaments ist.

#### Authentizität
Vom Corpus Paulinum werden Paulus dreizehn Briefe namentlich zugeschrieben. Für sieben davon – Röm, 1 Kor, 2 Kor, Gal, Phil, 1 Thess, Phlm – gilt auch in der aktuellen historisch-kritischen Forschung seine Autorenschaft als unstrittig. Sie wurden in den Jahren zwischen 50 und 60 n. Chr. verfasst und sind die Hauptquelle für Biografie, Theologie und Missionstätigkeit des Paulus. Als „Quellen von einmaligem Rang“ machen seine Briefe Paulus zur „greifbarsten Gestalt im Urchristentum“.
Eph, Kol, 2 Thess sowie die Pastoralbriefe (1 Tim, 2 Tim und Tit) erheben ebenfalls den Anspruch, von Paulus verfasst worden zu sein, sind aber nach Mehrheitsmeinung der historisch-kritischen Forschung später entstandene Pseudepigraphen, möglicherweise von seinen Schülern. Sie bezeugen demnach, dass Paulus in der Region, wo diese Schriften entstanden, als besonders autoritativer Apostel galt. Die vierzehnte Schrift des Corpus Paulinum ist der Brief an die Hebräer. Er nennt im Text keinen Verfasser, und es gibt kein gesichertes Wissen über seinen Autor. Die Zuschreibung an Paulus ist alt und durch Papyrus 46 bereits für den Anfang des 3. Jahrhunderts bezeugt; durchsetzen konnte sie sich erst im 4. Jahrhundert, wird aber heute aufgrund großer Unterschiede in Theologie und Stil weitgehend abgelehnt.

### Apostelgeschichte
Von den paulinischen Missionsreisen berichtet außerdem die Apostelgeschichte des Lukas (Apg), die üblicherweise auf etwa 80–90 n. Chr. datiert wird, wenngleich auch deutlich frühere und deutlich spätere Daten vorgeschlagen worden sind. Ihre Angaben müssen laut dem evangelischen Theologen Jürgen Roloff kritisch bewertet werden, um die Selbstaussagen aus den Briefen zu ergänzen und so einen chronologischen Rahmen der Biographie des Paulus zu rekonstruieren. Laut dem evangelischen Theologen Udo Schnelle lassen sich die Angaben der Apostelgeschichte in ihren Grundzügen durch die Briefe bestätigen.

### Weitere Quellen
Weitere biographische Angaben über Paulus finden sich (mit variierender Zuverlässigkeit) auch in späteren, außerbiblischen Schriften des frühen Christentums. Hierzu gehören u. a.:
- Der 1. Clemensbrief (kurz vor 100 n. Chr.)[12]
- Die Paulusakten (160–180 n. Chr.)[13]
- Die Kirchengeschichte nach Eusebius (ca. 324 n. Chr.)[14]

## Chronologie und Datierung
Die Paulusbriefe nennen die Orte ihrer Abfassung nicht und geben auch kaum Hinweise auf die Zeit ihrer Abfassung. Dagegen finden sich einige spärliche biografische Angaben. Die Apostelgeschichte beschreibt die Aufenthaltsorte und Reisewege des Paulus dagegen ausführlich, aber ebenfalls ohne genaue Daten. Zu den wenigen wichtigen Hinweisen für eine Datierung gehören:
- die Erwähnung einer Hungersnot unter dem Römischen Kaiser Claudius, die sich grob 45–47 n. Chr. datieren lässt (Apg 11,28 EU)[15]
- andere grobe Datierungen auf die Amtszeit von Claudius, der 41–54 n. Chr. regierte (Apg 18,1; 23,26)
- die Erwähnung des Todes von Herodes Agrippa I., der 44 n. Chr. starb (Apg 12,18-23 EU)[16]
- die Erwähnung des nabatäischen Königs Aretas IV während Paulus’ Aufenthalt in Damaskus (2. Kor 11,32-33); dieser herrschte 9 v.–40 n. Chr.
- die Erwähnung von Sergius Paulus (Apg 13,1-12 EU); dieser amtierte um 47 n. Chr. als Prokonsul von Zypern[17]

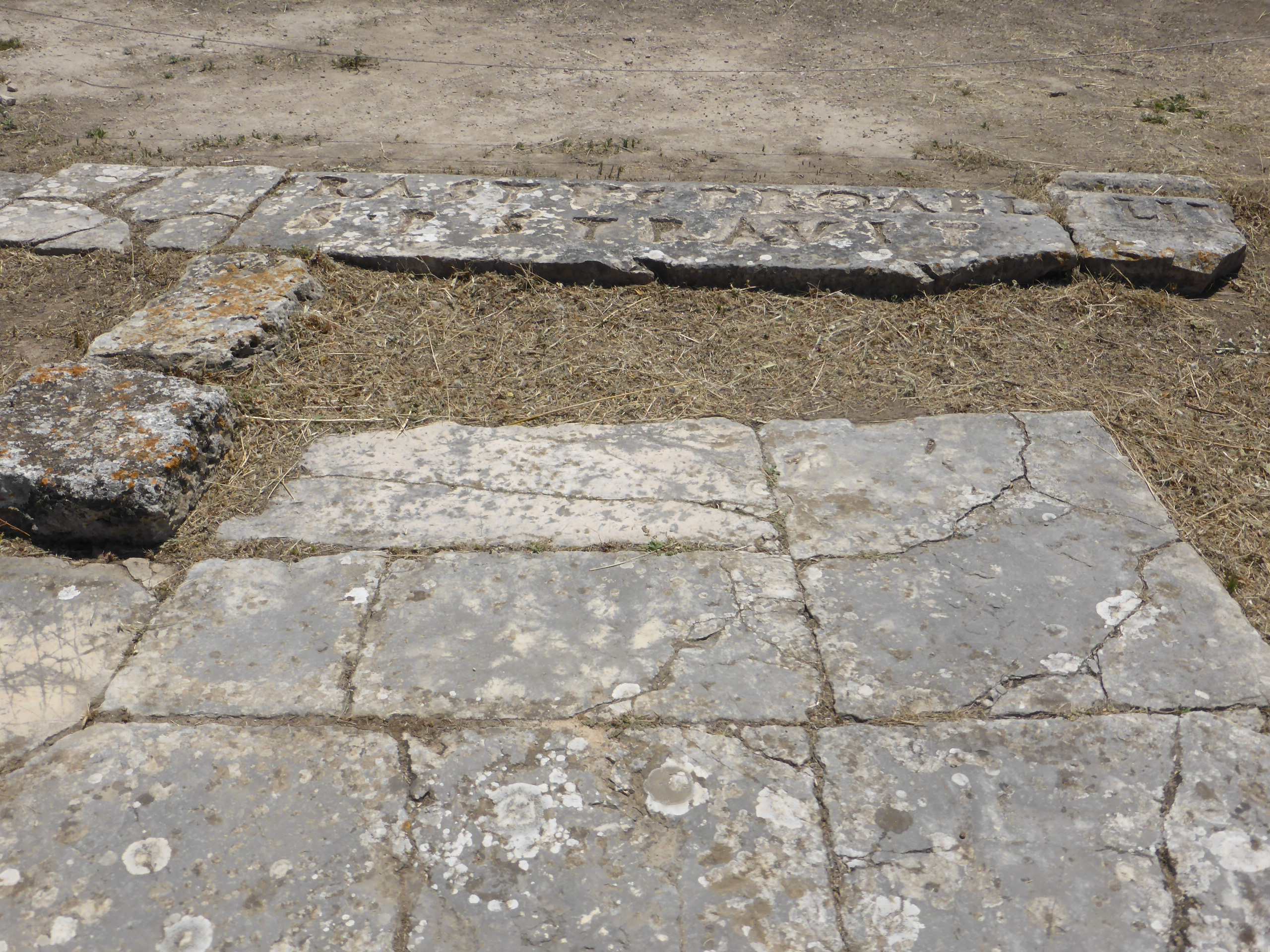
Ein Fragment der Erastus-Inschrift, welche liest: „Erastus für die Ädiletät - durch sein eigenes Geld gepflastert“ und wird auf das 1. Jhd. datiert.

Zu erwähnen sei noch die 1929 in Korinth entdeckte Erastus-Inschrift, welche möglicherweise vom städtischen Finanzbeamten und Paulus’ Gefährten Erastus (Apg 19,22 , Röm 16,22 , 2 Tim 4,20 ) spricht und in die Mitte des 1. Jhd. n. Chr. datiert wird. Seit den Forschungen von Gerd Theissen in den 1970ern wird die Identität von Erastus hier zumeist als bestätigt betrachtet. Einige Forscher sind jedoch skeptisch, ob es sich tatsächlich um die gleiche Person handelt.

### Datierung von Paulus’ Aufenthalt in Korinth (Apg 18,1–17)
Zwei in der Apostelgeschichte erwähnte Ereignisse lassen sich jedoch anhand anderer historischer Quellen datieren und ermöglichen so eine Rekonstruktion des Paulinischen Wirkens:
- Laut Apg 18,2 EU traf Paulus bei seiner Ankunft in Korinth das Ehepaar Priszilla und Aquila, das kürzlich aus Italien eingetroffen sei, weil der römische Kaiser Claudius allen Juden befohlen habe, Rom zu verlassen. Dieses Edikt erwähnt auch der römische Chronist Sueton (Cl 25,4): „Die Juden vertrieb er [scil. Claudius] aus Rom, weil sie, von Chrestus aufgehetzt, fortwährend Unruhe stifteten.“ Das Edikt wird mit dem spätantiken Historiker Orosius (5. Jhd.) auf das 9. Regierungsjahr des Claudius, also das Jahr 49 n. Chr., datiert.[20]

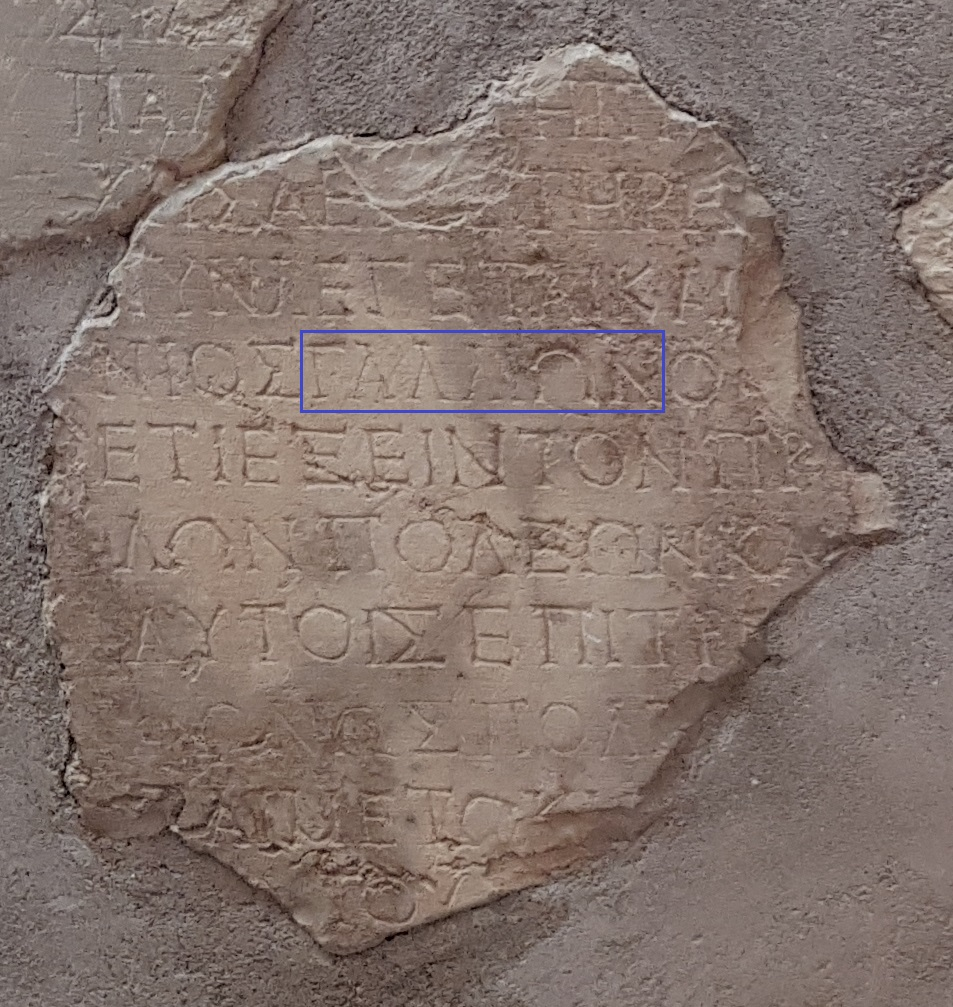
Ein Fragment der Inschrift mit dem Namen „Gallio“ (ΓΑΛΛΙΩΝ), anhand welcher sich Paulus’ Aufenthalt in Korinth (Apg 18,1-17) datieren lässt.

- Ein Fragment der Inschrift mit dem Namen „Gallio“ (ΓΑΛΛΙΩΝ), anhand welcher sich Paulus’ Aufenthalt in Korinth (Apg 18,1-17) datieren lässt.Laut Apg 18,12 EU wurde Paulus später, bei dem noch gleichen Aufenthalt in Korinth, dem römischen Prokonsul Gallio vorgeführt. Gallios Amtszeit lässt sich anhand einer von Archäologen 1905 entdeckten Inschrift am Apollon-Tempel in Delphi, welche den Brief des Kaisers Claudius an die Stadt bezeugt, bestimmen. Im Brief wird als Abfassungsdatum die 26. Akklamation des Kaisers Claudius erwähnt. Jene lässt sich wiederum durch das bekannte Datum der 27. Akklamation, die am 1. August 52 bereits vollzogen war, datieren. Daraus ergibt sich für Gallio die für einen Prokonsul einer senatorischen Provinz übliche einjährige Amtszeit vom Frühsommer 51 bis zum Frühsommer 52.[20][21]

Paulus war nach Apg 18,11  „ein Jahr und sechs Monate“ in Korinth. Die gesamte Perikope von Paulus’ anderthalbjährigem Aufenthalt in Korinth (Apg 18,1-17 ) lässt sich somit genau datieren: Paulus war spätestens ab dem Frühjahr 50 bis maximal Juli 52 in Korinth. Anhand dieser historisch gesicherten Fixpunkte lassen sich auch die anderen Erzählungen seines Wirkens vor und nach seinem Aufenthalt in Korinth rekonstruieren und datieren.

### Datierung vom Apostelkonzil und der zweiten Missionsreise (Apg 15,1 bis 17,34)
Weil Angaben in den Paulusbriefen einige Stationen der zweiten Missionsreise des Paulus vom Apostelkonzil in Jerusalem (Apg 15,23 ) bis Korinth (Apg 18,1 ) bestätigen, sind diese weitgehend unstrittig. Aus dem Reiseweg und Aufenthalten von Jerusalem über Antiochia, Syrien, Kilikien (Apg 15,40 ; Gal 1,21 ), Derbe und Lystra (Apg 16,1 ), Phrygien und Galatien (Apg 16,6 ), Philippi (Apg 16,11–12 ; Phil 4,15 ff. ), Thessalonich (Apg 17,1 ; 1 Thess 2,2 ), Beröa (Apg 17,10 ), Athen (Apg 17,15 ; 1 Thess 3,1 ) bis Korinth ergibt sich eine ungefähre Reisedauer von anderthalb Jahren. Darum wird das Apostelkonzil oft auf das Frühjahr 48 datiert.

### Datierung der Ereignisse von der Bekehrung bis zur ersten Missionsreise (Apg 9 bis 14)
Die größte Schwierigkeit bei der Rekonstruktion des paulinischen Wirkens erweist sich bei der Chronologie zwischen dem Damaskuserlebnis und dem Apostelkonzil. Diese Chronologie ist nämlich doppelt überliefert und noch dazu potentiell anachronistisch; ein zusätzlicher Bericht findet sich im Galaterbrief (Gal 1,6-2,14 ), ist jedoch nicht eindeutig und lässt sich nur schwer und unter verschiedenen Möglichkeiten mit der Erzählung der Apostelgeschichte in Einklang bringen:
- Nach eigener Angabe zog Paulus im Galaterbrief nach seiner Konversion aus Damaskus explizit nicht direkt zur Urgemeinde nach Jerusalem, sondern zuerst nach „Arabien“, dann wieder nach Damaskus. Erst „drei Jahre später“ nach der Bekehrung (die Angabe wird meist nicht auf den vorangehenden Damaskuskurzaufenthalt, sondern auf die Zeit seit seiner Berufung bezogen, weil Paulus damit seine unabhängige Völkermission begründet[20]) zog er nach Jerusalem, um in der Jerusalemer Urgemeinde Petrus kennenzulernen (Gal 1,17-18 EU). Danach hielt er sich längere Zeit in „Syrien und Kilikien“ auf (Gal 1,21 EU). Dann, „14 Jahre später“ (Gal 2,1 EU), also nach seinem ersten Jerusalembesuch (weil Gal 1,18 EU den Zeitabstand zur Berufung betont, wird auch Gal 2,1 EU nicht auf den Aufenthalt in „Syrien und Kilikien“ davor, sondern auf die Frist zwischen beiden Jerusalemaufenthalten bezogen: Gal 1,21 EU fand also während der „14 Jahre“ statt und nicht davor[20]), reiste er ein weiteres Mal nach Jerusalem (Gal 2,1-10 EU) und danach Antiochia, wo er sich dann mit Petrus im Rahmen des Antiochenischen Zwischenfalls gestritten hatte (Gal 2,11-14 EU).[20]
- Laut Apg 9,25-26 EU dagegen, reiste Paulus nach seiner Bekehrung bei Damaskus nach Jerusalem (die über zwei Jahre Mission in „Arabien“ und Damaskus werden nicht erwähnt). Aus Jerusalem zog er dann über Caesarea wieder in seine Heimat in Tarsus (Apg 9,30 EU), von wo er dann durch Barnabas aufgesucht und mit ihm nach Antiochia gezogen war, wo sie dann ein Jahr lang blieben (Apg 11,25-26 EU). Und laut Apg 11,27–30 EU besuchte Paulus Jerusalem ein zweites Mal und kehrte darauf wieder nach Antiochia zurück (Apg 12,25 EU). Dann brach er von dort auf seine 1. Missionsreise durch Zypern, Pamphylia, Pisidien und Lykaonien auf, wonach er wieder nach Antiochia zurückkehrte (vgl. Apg 13-14 EU). Darauf folgte eine Reise zum Apostelkonzil in Jerusalem (Apg 15,1-22 EU) und wieder zurück nach Antiochia (Apg 15,30-35 EU). Für seine zweite Missionsreise brach Paulus nach „Syrien und Kilikien“ auf (Apg 15,41 EU).

Somit sind ab der Bekehrung des Paulus zwei unterschiedliche Chronologien überliefert:
1) nach Gal:
- Damaskus (Bekehrung) → Mission in Arabien/Damaskus → Jerusalem → Syrien und Kilikien → Jerusalem → Antiochia

2) nach Apg:
- Damaskus (Bekehrung) → Jerusalem → Tarsus (Kilikien) → Antiochia (Syrien) → Jerusalem → Antiochia → 1. Missionsreise (Zypern, Pamphylia, Pisidien, Lykaonien) → Antiochia → Jerusalem (Apostelkonzil) → Antiochia → Syrien und Kilikien

Die konkreten Abweichungen sind somit:
- In Gal wird nur über zwei Jerusalembesuche berichtet, in Apg sind es dagegen drei
- Die mehrjährige Mission in „Arabien“ fehlt in Apg
- Der Antiochenische Zwischenfall (Streit mit Petrus) fehlt in Apg

Ein weiteres Problem ist ein potentieller Anachronismus in der Apostelgeschichte: In Apg 11,27–30  reist Paulus anlässlich einer anstehenden Hungersnot aus Antiochia nach Judäa, um eine Kollekte nach Jerusalem zu übergeben. Diese Hungersnot soll unter dem Kaiser Claudius stattgefunden haben (Apg 11,28 ) und lässt sich zusammen mit Josephus (Antiq. 20.2.5.51), Tacitus (Ann. 12.43), Sueton (Claud. 18.2) und Orosius (Hist. VII.6.12) datieren: Herbst 44/45 bis Frühling 46 in Ägypten und 46 oder 47 in Judäa und Syrien. „Um diese Zeit“ (Κατ' ἐκεῖνον δὲ τὸν καιρὸν) wird in Apg 12 von Herodes Agrippa I. und seinem Tod berichtet (Apg 12,18-23 ), wonach Paulus Jerusalem wieder verlässt (Apg 12,25 ); der Tod des Herodes wird jedoch auf 44 n. Chr. datiert.

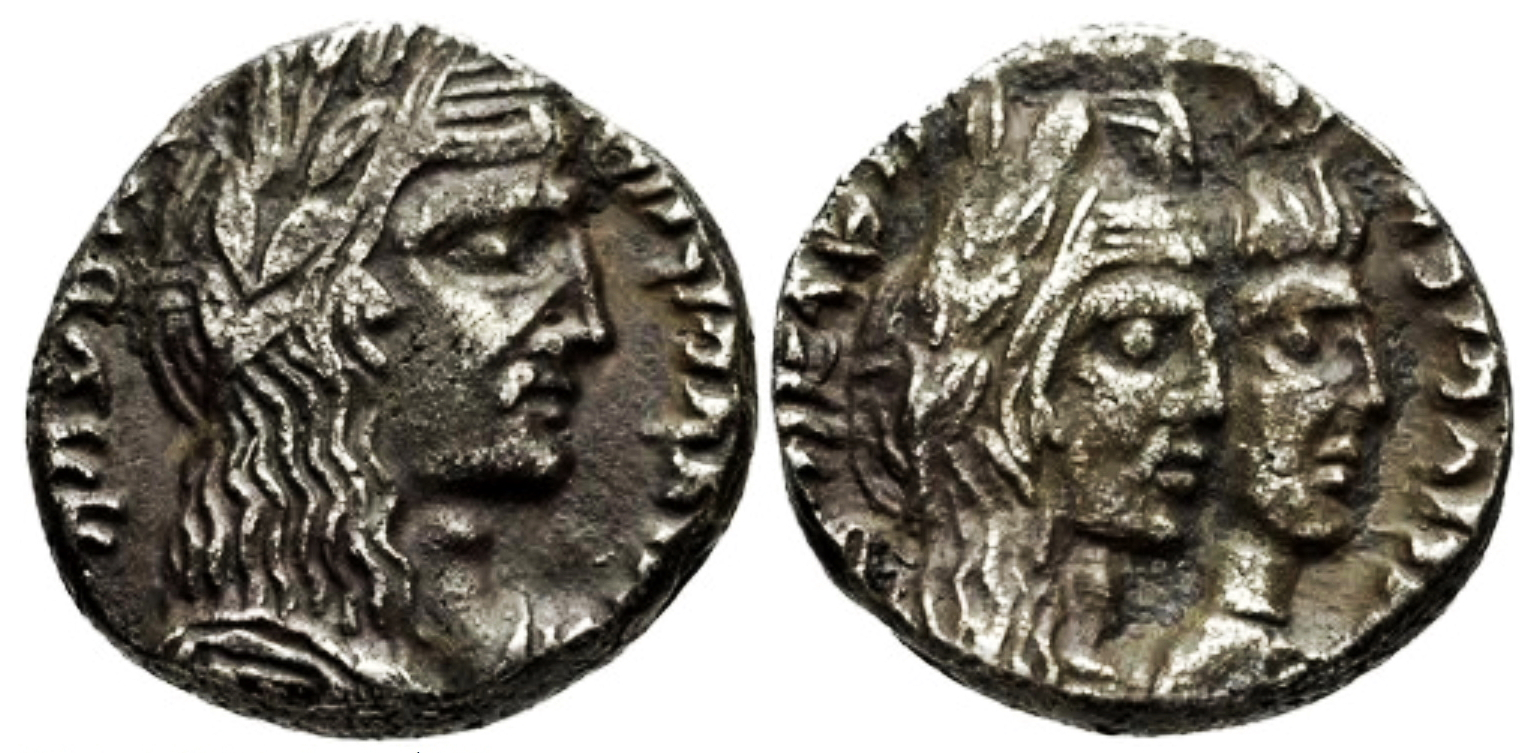
Silberne Drachme mit Abbildung von Aretas IV. (21 n. Chr.)

Der auf seine Berufung direkt folgende Aufenthalt in „Arabien“ und Damaskus (Gal 1,17 ) wird zusätzlich in 2 Kor 11,32f.  erwähnt: Dort hatte Paulus sich bei dem Statthalter von „Aretas“ in Damaskus unbeliebt gemacht. Mit „Aretas“ kann nur Aretas IV. gemeint sein; dieser herrschte 9 v.–40 n. Chr. als König über die Nabatäer, zu dem zeitweise auch Damaskus gehörte. Damit ist „Arabien“ bei Paulus auch als das Nabatäerreich identifiziert, „wie auch klargestellt ist, daß der Apostel sich dorthin wandte, um zu missionieren und nicht, um zu meditieren.“ Paulus’ missionarischer Aufenthalt im Nabatäerreich wird damit wohl noch vor 40 n. Chr. zu Ende gewesen sein.
Einen weiteren historischen Eckpunkt bieten mehrere archäologisch identifizierte Inschriften über den Prokonsul Zyperns „Sergius Paulus“ (Σέργιος Παῦλος), von dem im Bericht über die 1. Missionsreise in Apg 13,1-12  erzählt wird: Eine dieser Inschriften, die in Rom entdeckt worden ist (CIL 6.31545), spricht von einem „L. Sergius Paullus“ (Lateinisch) und lässt sich auf das Jahr 47 n. Chr. datieren. Damit lässt sich auch der Aufenthalt von Paulus und Barnabas während der ersten Missionsreise auf dieses Jahr datieren.

#### Traditionelle Chronologie von Gal und Apg
Die traditionelle Hypothese identifiziert den Jerusalembesuch in Gal 2,1  mit dem Apostelkonzil in Apg 15,1-22  und versucht so die Chronologie des Paulinischen Wirkens folgendermaßen zu rekonstruieren:
| Datierung             | Galaterbrief (Paulus)                                                                                     | Apostelgeschichte (Lukas)                                           | Ereignis                                                                               |
| --------------------- | --- | ------------------------------------------------------------------- | -------------------------------------------------------------------------------------- |
| 33 n. Chr.            | Damaskus                                                                                                  | Damaskus                                                            | Bekehrung                                                                              |
| *2 Jahre (Gal 1,18 )  | Arabien/Damaskus                                                                                          | fehlt                                                               |                                                                                        |
| 35 n. Chr.            | Jerusalem                                                                                                 | Jerusalem                                                           | Erster Jerusalembesuch: Treffen mit den Aposteln                                       |
| *13 Jahre (Gal 2,1 )  | fehlt | [über Caesarea] Tarsus (Kiliken)                                    |                                                                                        |
| *13 Jahre (Gal 2,1 )  | fehlt | Antiochia (Syrien)                                                  |                                                                                        |
| *13 Jahre (Gal 2,1 )  | fehlt | Jerusalem                                                           |                                                                                        |
| *13 Jahre (Gal 2,1 )  | „Syrien und Kilikien“ (Zypern fehlt; Pamphylia, Pisidien, Lykaonien liegen nicht in Syrien oder Kilikien) | Antiochia (Syrien)                                                  | Erste Missionsreise                                                                    |
| *13 Jahre (Gal 2,1 )  | „Syrien und Kilikien“ (Zypern fehlt; Pamphylia, Pisidien, Lykaonien liegen nicht in Syrien oder Kilikien) | Mission in: Zypern, Pamphylia, Pisidien, Lykaonien (Kilikien fehlt) | Erste Missionsreise                                                                    |
| *13 Jahre (Gal 2,1 )  | [über Antiochia:] Jerusalem                                                                               | Antiochia                                                           |                                                                                        |
| 48 n. Chr. (Frühjahr) | [über Antiochia:] Jerusalem                                                                               | Jerusalem                                                           | Zweiter Jerusalembesuch: Apostelkonzil                                                 |
| 48 n. Chr. (Sommer)   | Antiochia                                                                                                 | Antiochia                                                           | Nur Gal: Streit mit Petrus (Antiochenischer Zwischenfall) Nur Apg: Streit mit Barnabas |
| 48–52 n. Chr.         | [nicht mehr erwähnt]                                                                                      | „Syrien und Kilikien“                                               | Zweite Missionsreise                                                                   |

*(In antiker Zählweise wurde das angebrochene Jahr voll mitgezählt: Die „drei Jahre“ in Gal 1,18  ergeben bei der Rechnung somit 2 Jahre und die „14 Jahre“ in Gal 2,1  ergeben 13 Jahre).
Traditionell wurde angenommen, Paulus habe den in Apg 11,27–30  erwähnten Jerusalembesuch einfach ausgelassen. Diese Hypothese wurde u. a. vom amerikanischen Theologen und Apologeten Norman Geisler vertreten. In der historisch-kritischen Exegese wird zwar auf apologetische Harmonisierungsversuche verzichtet, doch stimmen viele Gelehrte, z. B. Udo Schnelle, der Gleichsetzung von Gal 2,1  und Apg 15,1-22  zu. Folglich wird nach einem quellenkritischen Ansatz der ältere Eigenbericht des Paulus im Galaterbrief dann als zuverlässiger gewertet. Andreas J. Köstenberger fasst zusammen, dass die älteren Paulusbriefe bei Abweichungen als zuverlässiger zu bewerten seien als die spätere Apostelgeschichte; die Apg liefere jedoch zusätzliche biographische Informationen.
Für die Chronologie sprechen vor allem folgende Übereinstimmungen:
- Paulus und Barnabas treffen auf harten Widerstand wegen der Kontroverse um die Beschneidung der Heidenchristen: Gal 2,4 EU & Apg 15,2-5 EU
- Die handelnden Personen stimmen in beiden Berichten größtenteils überein.

Diese Hypothese weist jedoch auch Schwächen auf:
- In Gal 2 beschreibt Paulus einen, durch eine „Offenbarung“ veranlassten, privaten Besuch in Jerusalem, während Apg 15 von einem offiziellen, öffentlichen Anlass spricht.
- In Gal wird (anders als in Apg) nichts von einem offiziellen Beschluss bezüglich der Beschneidungsfrage erwähnt; lediglich der Widerstand gegen die falschen „Brüder“.

Eine mögliche Erklärung für die Unterschiede wäre jedoch eine unterschiedliche Akzentsetzung: Im Galaterbrief steht Paulus’ Ruf zum Apostel im Vordergrund, während die Apostelgeschichte sich mehr mit der Lehre des Paulus beschäftigt. Die restlichen Abweichungen der Apg zu Gal 1,17–18  werden ebenfalls mit dem theologischen Konzept des Lukas erklärt: Lukas neige zu einer idealisierenden Tendenz und betone durch seine Ekklesiologie die Einheit der werdenden Kirche mit einem sofortigen Kontakt des bekehrten Paulus zur Jerusalemer Urgemeinde und den Aposteln. Der an sich chronologisch schwierige Jerusalembesuch in Apg 11,27–30  habe demnach so nie stattgefunden. Lukas verwende somit auch weitere Jerusalembesuche des Paulus (bei ihm insgesamt fünf) als Kompositionsmittel, das die Ausbreitung des Evangeliums von Jerusalem aus in der Welt illustrieren soll: „Lukas verarbeitete in Apg 11,27–30 einzelne Traditionselemente, um die Kontinuität der Heilsgeschichte und die Einheit der Kirche zu betonen.“ Der zusätzliche Jerusalembesuch in Apg 11,27–30  sollte als Kompositionsmittel somit den sofortigen Kontakt zwischen der in Apg 11,19-26  frisch gegründeten Gemeinde in Antiochia und Jerusalem als Einheit der Kirche begründen. Aus dem gleichen Grund habe Lukas auch die Mission in Arabien und Damaskus ausgelassen, sondern Paulus nach seiner Bekehrung zunächst zu Petrus in Jerusalem reisen lassen.
Die Diskrepanzen bezüglich der 1. Missionsreise sind bei dieser Hypothese ebenfalls groß. Ob es sich bei dieser ebenfalls um eine lukanische Komposition einer als Vorbild dienenden Modellmission handelt oder ob sich die Abweichungen mit einer groben Skizzierung bei Paulus in Gal erklären lassen (da die Reisestationen im Galaterbrief auch nicht genau ausgeführt werden), „kann nicht mit einem klaren Ja oder Nein beantwortet werden“. Viele Exegeten halten diese Reise nämlich trotz grober Widersprüchlichkeit für sehr wahrscheinlich, weil Paulus hier noch als untergeordneter Begleiter des Barnabas erscheint (Apg 14,12 ). Außerdem endet die Missionsreise in Antiochia und nicht in Jerusalem, wie es Lukas bevorzugen würde.
Wenn man aus dem bekannten Datum des Apostelkonzils im Frühjahr 48 n. Chr. 13 Jahre subtrahiert, ergibt sich somit das Jahr 35 für den ersten Jerusalembesuch. Aus 35 minus 2 ergibt sich, dass Paulus etwa im Jahr 33 Christ wurde und seine Missionstätigkeit begann. Da Paulus laut Apg 8,3  und Apg 9,1–2  längere Zeit als Christenverfolger in Palästina und Syrien tätig war, wo sich schon christliche Gemeinden gebildet hatten, muss seine Bekehrung einige Jahre nach Jesu Tod geschehen sein. Das angenommene Bekehrungsjahr 33 passt daher zum vermuteten Todesdatum Jesu am 14. Nisan (7. April) des Jahres 30. Der somit kurz nach dem Apostelkonzil folgende antiochenische Zwischenfall (Gal 2,1–14 ) wird dann gemäß Apg 15,35  auf den Sommer 48 datiert.

#### Alternative Chronologie
Andere Gelehrte, wie z. B. Frederick F. Bruce, Ruth Schäfer und Darrell Bock, vertreten die alternative Hypothese, dass Gal 2,1  nicht vom Apostelkonzil (Apg 15,1-22 ) spricht, sondern vom vorherigen Jerusalembesuch in Apg 11,27–30 . Hieraus ergebe sich folgende Chronologie:
| Datierung             | Galaterbrief (Paulus)                           | Apostelgeschichte (Lukas)                          | Ereignis                                                  |
| --------------------- | ----------------------------------------------- | -------------------------------------------------- | --------------------------------------------------------- |
| 31/32 n. Chr.         | Damaskus                                        | Damaskus                                           | Bekehrung                                                 |
| 2 Jahre (Gal 1,18 EU) | Arabien/Damaskus                                | fehlt                                              |                                                           |
| 33/34 n. Chr.         | Jerusalem                                       | Jerusalem                                          | Erster Jerusalembesuch: Treffen mit den Aposteln          |
| 13 Jahre (Gal 2,1 EU) | „Syrien und Kilikien“                           | [über Caesarea] Tarsus (Kilikien)                  |                                                           |
| 13 Jahre (Gal 2,1 EU) | „Syrien und Kilikien“                           | Antiochia (Syrien)                                 | Einjähriger Aufenthalt in Antiochien                      |
| 46–47 n. Chr.         | Jerusalem                                       | Jerusalem                                          | Zweiter Jerusalembesuch: Kollektenübergabe nach Judäa     |
| 46–47 n. Chr.         | fehlt                                           | Antiochia (Syrien)                                 |                                                           |
| 46–47 n. Chr.         | fehlt                                           | Mission in: Zypern, Pamphylia, Pisidien, Lykaonien | Erste Missionsreise                                       |
| 47 n. Chr.            | Antiochia                                       | Antiochia Streit um Beschneidung                   | Nur Gal: Antiochenischer Zwischenfall (Streit mit Petrus) |
| 48 n. Chr. (Frühjahr) | [nicht mehr erwähnt, da nach Abfassung von Gal] | Jerusalem                                          | Dritter Jerusalembesuch: Apostelkonzil                    |
| 48 n. Chr. (Sommer)   | [nicht mehr erwähnt, da nach Abfassung von Gal] | Antiochia                                          | Streit mit Barnabas                                       |
| 48–52 n. Chr.         | [nicht mehr erwähnt, da nach Abfassung von Gal] | „Syrien und Kilikien“                              | Zweite Missionsreise                                      |

Für diese Chronologie sprechen vor allem folgende Gemeinsamkeiten zwischen Gal 2,1  und Apg 11,27–30 :
- Der Anlass für den zweiten Jerusalembesuch in Gal ist eine „Offenbarung“ (Gal 2,2 EU); in der Apg entspreche dies der Prophezeiung (Apg 11,27–28 EU)
- In Gal 2,10 EU verbindet Paulus diesen Jerusalembesuch mit einem Gedächtnis an die Armen; dies entspreche der Kollekte für die Hungersnot in Apg 11,29 EU

Dass das Apostelkonzil und die darauf folgenden Ereignisse in Gal nicht erwähnt werden, lässt manche Forscher darauf schließen, dass der Galaterbrief möglicherweise noch vor dem Apostelkonzil (Frühjahr 48) verfasst worden sein könnte.
Bezüglich der Datierung wird bei dieser Chronologie der erste Jerusalembesuch des Paulus nicht mehr 13 Jahre vor dem Apostelkonzil (Frühjahr 48) datiert: Stattdessen liegen nun die Kollektenübergabe und der der erste Jerusalembesuch 13 Jahre auseinander. Der Anachronismus zwischen Paulus’ Kollektenübergabe und dem Tod des Herodes sei nach Colin J. Hemer so zu lösen, dass die Berichte der Apg „nicht streng chronologisch“ (not rigidly chronological) zu verstehen seien. Wenn man aus dem ungefähren Datum der Hungersnot in Judäa und Syrien um 46/47 n. Chr. 13 Jahre subtrahiert, ergibt sich somit das Jahr 33/34 für den ersten Jerusalembesuch. Aus 33/34 minus 2 ergibt sich, dass Paulus etwa im Jahr 31/32 Christ wurde und seine Missionstätigkeit begann. Auch diese Datierung für das Bekehrungsjahr passt daher zum vermuteten Todesdatum Jesu im April des Jahres 30.

### Datierung der dritten Missionsreise und Verhaftung (Apg 18,18 bis 28,31)
Der in Apg 18,18–23  genannte Reisebericht weist ebenfalls große Probleme auf: Nachdem Paulus eine Weile in Antiochia verbringt, macht er sich wieder auf den Weg nach „Syrien“ (Antiochia). Nachdem er das auf dem Weg liegende Ephesos verlässt, zieht jedoch nicht nach Syrien, sondern daran vorbei, nach Caesarea und danach Jerusalem. Und kehrt danach um nach Antiochia. Der unbegründete Umweg nach Caesarea und Jerusalem wird daher zum Teil auch bezweifelt und (wie auch schon der Jerusalembesuch in Apg 9,25-26 ) als lukanisches Kompositionsmittel gedeutet. Als zuverlässige Angaben gilt nur, dass er nach seinem Korinthaufenthalt (50–52) über Ephesos nach Antiochia zurückkehrte und später (im Rahmen seiner dritten Missionsreise) wieder nach Ephesos aufbrach (Apg 18,23-24 ). Der dortige Aufenthalt wird nach Apg 19,1.8.10 ; Apg 20,31  auf zwei Jahre und neun Monate, also etwa von Sommer 52 bis Frühjahr 55 datiert.
Darauf folgte die Kollektenreise durch Troas, Makedonien und Achaia, nach der Paulus wieder Korinth besuchen wollte (Apg 19,21 ; 1 Kor 16,5 ). Dort blieb er laut Apg 20,3  rund drei Monate (Anfang 56). Weil Juden seine geplante Weiterreise nach Syrien verhindert hätten, sei er über Makedonien, Philippi, Troas, Assos, Milet und Caesarea nach Jerusalem zurückgekehrt (Apg 20,6 ; vgl. Röm 15,25 ).

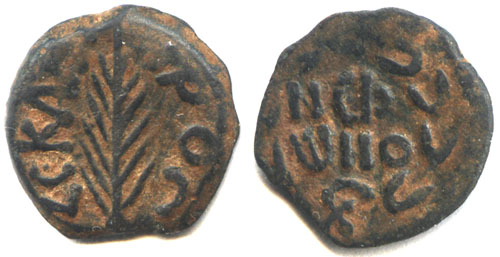
Judäische Pruta des Marcus Antonius Felix (56/57 n. Chr.)

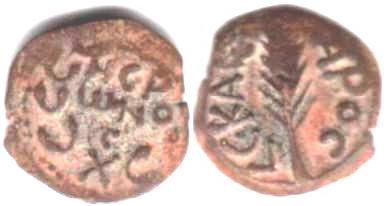
Pruta des Porcius Festus von 58/59 n. Chr.

Dort wurde er durch Claudius Lysias, den Kommandanten der Garnison, inhaftiert und an den Prokurator Marcus Antonius Felix überstellt, als dieser schon einige Jahre im Amt war (Apg 24,10 ). Dessen Amtszeit begann nach römischen Quellen um 52/53. Sein Nachfolger war Porcius Festus (Apg 24,27 ); dieser löste ihn laut Flavius Josephus unter Nero ab, wahrscheinlich um 58. Dies passt zur Amtszeit des Hohenpriesters Ananias nach Apg 24,1  (47–59). Nach seinem Appell an den Kaiser (Apg 25,11 ) wurde Paulus wohl bis Frühjahr 59 nach Rom überführt. Der Historiker Heinz Warnecke vertrat die These, auf der Überfahrt sei das Schiff nicht, wie lange vermutet, auf Malta gestrandet, sondern auf der griechischen Insel Kefalonia. Diese Hypothese wird aber in der Exegese weithin abgelehnt; ein neuer Konsens besteht folglich nicht.
In Rom soll er sich laut Apg 28,30  „volle zwei Jahre“ relativ frei bewegt und gepredigt haben. Vermutet wird daher und wegen des 1. Clemensbriefs (1 Clemens 5,5–7), der kurz vor 100 n. Chr. datiert wird, dass er möglicherweise bei der Neronischen Christenverfolgung (64/65 bis möglicherweise 68 n. Chr.) den Tod fand. Die gegebene Quellenlage bietet jedoch keine Sicherheit.

### Biographische Diskrepanzen der Pastoralbriefe
Die von vielen Exegeten als unecht angesehenen Pastoralbriefe sind bezüglich ihrer biographischen Schilderung nur schwer in dem bekannten Lebenslauf des Paulus unterzubringen:
- Der 1. Timotheusbrief könnte während der in Apg 20,1f EU geschilderten Reise durch Makedonien geschrieben worden sein. Da Paulus bei dieser Reise jedoch Timotheus bei sich hatte, kann es sich nicht um jene handeln. Eine andere Reise ist jedoch nirgendwo anders überliefert.
- Der 2. Timotheusbrief berichtet (wie auch die Apostelgeschichte), dass Timotheus und Trophimus ihn nach Rom begleiteten. Jedoch setzt 2. Tim voraus, dass Paulus sich längst in Rom befand und jene von ihm getrennt waren.
- Der Titusbrief erwähnt eine Mission auf Kreta. Eine solche ist jedoch ebenfalls nirgends sonst überliefert. In der Apostelgeschichte (Apg 27,7ff EU) wird die Insel lediglich im Zusammenhang mit dem Gefangenentransport des Paulus nach Rom erwähnt.

Nach der Beurteilung einiger Forscher könnten die Briefe dennoch von Paulus stammen: Demnach sei 2. Tim als erster der drei Pastoralbriefe von Paulus in Rom während der dortigen Gefangenschaft verfasst worden. Paulus sei darauf in Rom noch vor der neronischen Christenverfolgung (64 n. Chr.) freigelassen worden und habe noch eine weitere Reise im Osten unternommen, wo er auch 1. Tim und Tit verfasst haben könnte. Sogar nach Westen soll Paulus in dieser Zeit gereist sein. Berufen tut man sich hierbei ebenfalls auf den ersten Clemensbrief (1. Clem 5,5-7), wo bei der Erwähnung einer Missionsreise in den Westen des Römischen Reichs seine Freilassung in Rom vorausgesetzt wird. Paulus sei darauf jedoch wieder verhaftet und in Rom hingerichtet worden. Die Neutestamentler Hans Conzelmann und Andreas Lindemann schlussfolgern somit: „Die Abfassung der Past[oralbriefe] nach dem ersten Aufenthalt des Paulus in Rom wäre also historisch denkbar. […] Aber die Argumente gegen die Echtheit der Past[oralbriefe] sind stärker.“ Demnach habe 1. Clem „kein klares Bild“ von einer paulinischen Reise nach Westen und laut Apg 20,22-38  habe Paulus zumindest die Gemeinde in Ephesus nach seinem Abschied nicht mehr wiedergesehen.
Der Lebenslauf des Paulus außerhalb des in der Apostelgeschichte und in den echten Paulinen gegebenen Rahmens bleibt schließlich ungewiss.

### Chronologische Reihenfolge
| Datierungsmöglichkeiten | Datierungsmöglichkeiten | Ereignis | Rahmen               | Briefe (unstrittig)              |
| A.                      | B.                      | Ereignis | Rahmen               | Briefe (unstrittig)              |
| ----------------------- | ----------------------- | --- | -------------------- | -------------------------------- |
| 1–10                    | 1–10                    | Geburt in Tarsus |                      |                                  |
| 30–33                   | 30–31/32                | Verfolgung von Christen |                      |                                  |
| 33                      | 31/32                   | Berufung bei Damaskus |                      |                                  |
| 33–35                   | 31/32–33/34             | Mission im Nabatäerreich und Damaskus |                      |                                  |
| 35                      | 33/34                   | erster Jerusalembesuch |                      |                                  |
| –                       | 33/34–46/47             | [Umstritten (B.): längerer Aufenthalt in Tarsus und Antiochia]                                                                                      |                      |                                  |
| –                       | 46/47                   | [Umstritten (B.): zweiter Jerusalembesuch] |                      |                                  |
| 36–47                   | 46/47                   | [Umstritten: Reise nach Tarsus/Kilikien und Antiochia/Syrien (A.); oder über Antiochia nach Zypern, Pamphylia, Pisidien, Lykaonien und zurück (B.)] | Erste Missionsreise  |                                  |
| 47                      | 47                      | Antiochia [Umstritten (B.): Zwischenfall in Antiochia (Streit mit Petrus)]                                                                          |                      |                                  |
| Frühjahr 48             | Frühjahr 48             | Apostelkonzil in Jerusalem |                      |                                  |
| Sommer 48               | Sommer 48               | Antiochia [Umstritten: Zwischenfall in Antiochia (A.); oder Streit mit Barnabas (B.)]                                                               | Zweite Missionsreise |                                  |
| 49/50                   | 49/50                   | Reise durch Kleinasien und Makedonien | Zweite Missionsreise |                                  |
| 50–52                   | 50–52                   | Korinth | Zweite Missionsreise |                                  |
| 51/52                   | 51/52                   | Reise nach Antiochia | Dritte Missionsreise | Erster Thessalonicher            |
| 52–55                   | 52–55                   | Ephesos | Dritte Missionsreise | 54: Erster und Zweiter Korinther |
| 55                      | 55                      | Troas, Makedonien, Korinth/Achaia | Dritte Missionsreise | Galater; Römer                   |
| Frühjahr 56             | Frühjahr 56             | Ankunft und Verhaftung in Jerusalem | Gefangenschaft       |                                  |
| 56–58                   | 56–58                   | Gefangenschaft in Cäsarea | Gefangenschaft       |                                  |
| 58                      | 58                      | Amtswechsel von Felix zu Festus; Überführung nach Rom                                                                                               | Gefangenschaft       | Philipper und Philemon           |
| 59–61                   | 59–61                   | Ankunft und Wirken in Rom | Gefangenschaft       |                                  |
| ?                       | ?                       | [Unsicher: Freilassung, weitere Reisen und zweite Verhaftung]                                                                                       |                      |                                  |
| spätestens 68           | spätestens 68           | Tod (wahrscheinlich in Rom) |                      |                                  |

Diese Liste nennt nur die verhältnismäßig gesicherten Daten; patristische Notizen von einer Paulusmission in Spanien und von seiner Hinrichtung in Rom unter Kaiser Nero (64–68) sind nicht sicher.

## Leben
Die umfangreiche neutestamentliche Bezeugung von Paulus und seiner Theologie bietet eine gute Quellenlage zur Erörterung seines Lebens. Paulus wird dadurch zur Schlüsselfigur für das Verständnis der Geschichte des Urchristentums. Gleichzeitig jedoch ist nicht einmal die Frage nach seiner Identität hinreichend geklärt.

### Geburtsjahr
Eine Schätzung des Geburtsjahrs kann von zwei Angaben des Paulus in seinen echten Briefen ausgehen, wobei allerdings eine rhetorische Komponente vorhanden ist:
- In Phlm 9 EU bezeichnet er sich als „alten Mann“ (πρεσβύτης presbytes), das heißt über 50 Jahre alt. Dann wäre er um die Zeitenwende geboren.
- In Gal 1,14 EU vergleicht er sich mit seinen Altersgenossen; hier hat man den Eindruck, dass er bei seiner Berufung/Bekehrung ein jüngerer Mann (etwa 20-jährig) war; damit kommt man auf ein Geburtsjahr etwa 10 n. Chr.

Beide Angaben zusammengenommen deuten auf ein Geburtsjahr zwischen 1 und 10 n. Chr. hin. Dazu würde auch die Angabe aus Apg 7,58  passen, dass er bei der anfänglichen Verfolgung der Christen ein „junger Mann“ (νεανίας neanias) war.

### Herkunft und römisches Bürgerrecht

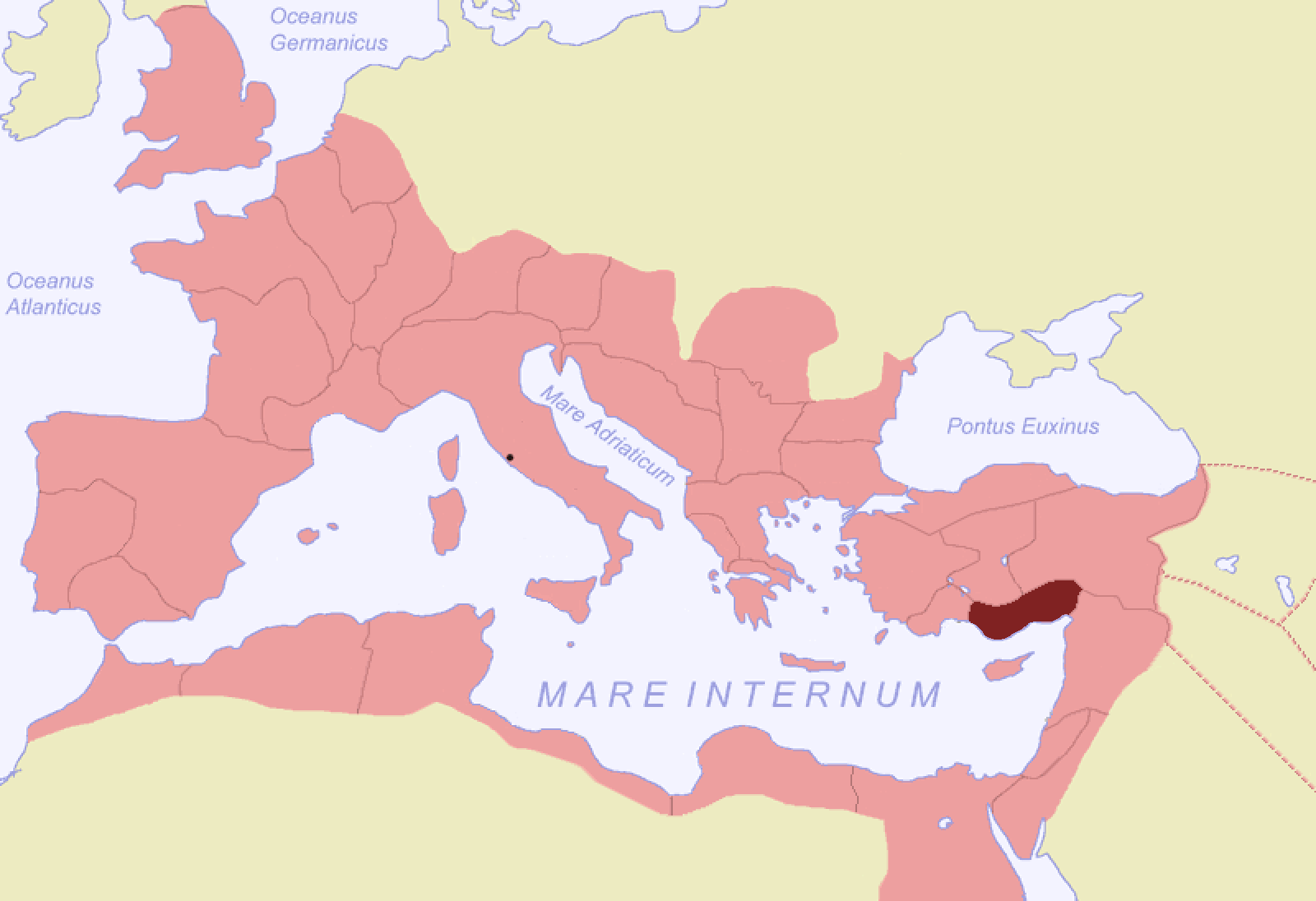
Paulus’ Heimatprovinz Kilikien (dunkelrot)

Nach eigener Angabe in Phil 3,5  war Paulus „aus Israels Geschlecht, vom Stamm Benjamin, ein Hebräer von Hebräern, nach dem Gesetz ein Pharisäer“. Laut Apg 22,3  und Apg 23,16  hatte Paulus eine Schwester und gab an, aus einer Familie aus Tarsus in der damaligen römischen Provinz Kilikien zu stammen, einem Landstrich in der heutigen Südtürkei im Grenzgebiet zu Syrien. Paulus selbst erwähnt in seinen Briefen keinen Herkunftsort. Tarsus war als Hafenstadt damals ein bedeutendes Handelszentrum mit einer größeren jüdischen Diasporagemeinde, wie es sie in vielen Küstenstädten des Mittelmeerraums gab. Als Diaspora-Jude aus Kilikien war er griechischer Muttersprachler. Hieronymus gibt mehrere Beispiele dafür, dass Paulus in seinen Briefen einen für Kilikien typischen Koine-Dialekt verwendete, der zur Zeit des Hieronymus noch gebräuchlich war.
Nach der Apostelgeschichte hatte Paulus das Bürgerrecht der Stadt Tarsus (Apg 21,39 ). Dies ist von der ebenfalls in der Apostelgeschichte belegten römischen Bürgerschaft zu unterscheiden. Eine Doppelbürgerschaft wäre für Paulus rein rechtlich zwar möglich gewesen, es ist aber wahrscheinlich, dass Apg 21,39 sich nicht auf den individuellen Rechtsstatus des Paulus bezieht.
Von Geburt an war er nach Apg 22,28  römischer Bürger (vgl. auch Apg 16,37  und Apg 23,27 ). Denkbar wäre, dass der Vater des Paulus als Freigelassener eines römischen Bürgers das Bürgerrechtsprivileg erworben hatte: für einen Juden ungewöhnlich, aber nicht unmöglich. Die Familie des Paulus hätte etwa von den Römern durch Kriegsgefangenschaft verschleppt und nach Tarsus in die Sklaverei verkauft worden sein können. Laut Hieronymus stammen die Eltern des Paulus aus Gischala in Galiläa, was später eins der Zentren des Widerstands gegen die Römer während des ersten jüdischen Aufstandes war. Eine ursprüngliche Versklavung würde jedenfalls am ehesten den Umstand erklären, weshalb eine pharisäische Familie überhaupt außerhalb des jüdischen Kernlandes anzutreffen war. Das hätte allerdings für die ganze Herkunftsfamilie des Paulus die Frage aufgeworfen, wie sie sich auf Dauer von paganen Kultveranstaltungen fernhalten wollten. Eine Übersiedlung nach Jerusalem hätte hier einen Ausweg geboten. Auf sein Bürgerrecht hat er sich nach Darstellung der Apostelgeschichte später in Konflikten um seine Mission erfolgreich berufen – so zum Beispiel bei seiner Gefangennahme im Tempel in Jerusalem (Apg 21,37–40 ; Apg 22,23–30 ).
In seinen Schriften erwähnt Paulus allerdings an keiner Stelle, dass er im Besitz dieser Rechte gewesen sei. Auch fehlen die Belege dafür, dass er den für römische Bürger üblichen dreiteiligen Namen trug. Weiterhin schreibt Paulus, dass er von nicht-jüdischen Behörden gegeißelt wurde (2 Kor 11,25 ). Dies scheint allerdings im Widerspruch zum Schutz der körperlichen Unversehrtheit römischer Bürger zu stehen. Allerdings benutzt auch in der Apostelgeschichte Paulus das Bürgerrecht nicht immer auf „römische“ Weise, die „unrömische“ Art, sich gewissermaßen nachträglich darauf zu berufen, könnte mit der Entscheidung zusammenhängen, seine jüdische Identität nicht durch Betonen seines Bürgerrechts zu kompromittieren. Wenn Paulus sein Bürgerrecht verschwiegen hat, war es kein Hindernis gegen eine Auspeitschung.

### Name
Lukas führt ihn mit dem jüdischen Vornamen „Saulus“ (Σαῦλος) ein (Apg 7,58 ; Apg 8,1.3 ), der von Saul, hebräisch שָׁאוּל, dem ersten König Israels abgeleitet ist. Wie dieser, stammte auch seine Familie aus dem Stamm Benjamin (1 Sam 9,1 ), der als der kleinste der Zwölf Stämme Israels galt. Zur Erklärung des Namens „Paulos“ (griechisch παῦλος, lateinisch paulus oder paullus bedeutet „klein“, Paulus wörtlich „der Kleine“) werden verschiedene Hypothesen diskutiert, darunter, dass „die Namensverleihung mit persönlichen Beziehungen des Vaters des Paulus, etwa mit seinem Patronus, zusammenhängen mag“. Im Gegensatz zum hebräischen Namen Saul ist Paulus ein Name aus der hellenistisch-römischen Welt. Paulus selbst verwendete stets nur diesen Namen in seinen auf Griechisch verfassten Briefen, die aber wohlgemerkt alle nach 50 n. Chr. datieren. Eine frühere Selbstbezeichnung als „Saul“ ist somit nicht auszuschließen.
Lukas spricht beiläufig von „Saulus, der auch Paulus heißt“ erst in Apg 13,9 , als Paulus bei einer Missionsreise im Zusammenhang mit der Bekehrung des Statthalters von Zypern Sergius Paulus den Magier Elymas blendet. Saulus wechselte seinen Namen also nicht wegen seiner Bekehrung und Taufe zum christlichen Glauben, wie es eine verbreitete Meinung und die bekannte Redewendung vom Saulus zum Paulus nahelegen (so auch James D. G. Dunn). Juden wählten im fremden Lebensumfeld und in der Diaspora häufig einen zweiten Namen, der für Außenstehende sogleich verständlich war und möglichst ähnlich wie ihr ursprünglicher Name klang. Dass Paulus diesen Brauch übernommen haben könnte, kann vielleicht als Hinweis darauf gesehen werden, dass er sich als römischer Bürger sicher zu bewegen wusste und dadurch seine Möglichkeiten in der „Verkündigung des Evangeliums“ (vgl. 1 Kor 15,1–4 ) in der hellenistisch-römischen Welt erweitert wurden.
Allerdings war der Name Paulus zu dieser Zeit sehr selten, er kam jedoch zum Beispiel bei der patrizischen Gens der Aemilier in Rom häufiger vor.

„Was den Namen ‚Paulus‘ anbelangt, so muss man sagen, daß er bei Römern nicht sehr häufig, bei Nichtrömern jedoch vor allem im griechischen Osten extrem selten war, und bei Juden sonst überhaupt nicht vorkommt.“

Paulus selbst betonte zwar den völligen Wesenswandel, der ihm durch Jesus Christus widerfuhr, brachte diesen aber nicht mit einem Namenswechsel in Verbindung. Er verwahrte sich entschieden dagegen, diesen Wandel als Aufgabe seines Judentums misszuverstehen. Gegenüber innerchristlichen Gegnern hob er seine jüdische Abstammung später immer wieder hervor (zum Beispiel Phil 3,5 ):

„[…] einer aus dem Volk Israel, vom Stamme Benjamin, ein Hebräer von Hebräern, nach dem Gesetz ein Pharisäer“

### Bildung

Der Apostelgeschichte zufolge durfte Paulus seine jüdische Bildung beim berühmten Gemaliel I. genießen.

Paulus wurde als Jude schon in seiner Jugend zu einem Toralehrer ausgebildet. Er gehörte zur Bewegung der Pharisäer und nahm sein schriftgelehrtes Studium laut der Apostelgeschichte nicht in der jüdischen Diaspora, sondern in Judäa und Jerusalem auf: Denn obwohl in Tarsus geboren, soll er laut Apg 22,3  in Jerusalem aufgewachsen und dort vom damals berühmten Rabbiner Gamaliel I. unterrichtet worden sein. Einige Gelehrte (z. B. Helmut Koester) bezweifeln jedoch einen längeren Lebensabschnitt samt Studium in Jerusalem und gehen von einem Bildungsweg im Diaspora-Judentum aus.
Seine Briefe zeigen sowohl solide Kenntnisse des Tanach als auch hellenistischer Rhetorik, Redeformen und Briefschemata. Seine Schriften gebrauchen viele Begriffe der griechischen Umgangssprache, besonders die der Stoa. Diese Ausdrucksweise wurde im Mittelmeerraum überall verwandt und verstanden. Die Sprache des Paulus ist in hohem Maße von der Septuaginta, der griechischen Übersetzung der heiligen Schrift, geprägt. Gelegentlich hat er auch auf den ihm vertrauten hebräischen Urtext zurückgegriffen. Die Entgegensetzung von Judentum und Hellenismus ist forschungsgeschichtlich überholt; vielmehr lebte Paulus eine für seine Zeit typische Bikulturalität, wie er auch Griechisch und Hebräisch beherrschte (über eine mögliche Kompetenz im Lateinischen, die er für seine anvisierte Reise nach Spanien gebraucht hätte, sind keine Informationen vorhanden).
Vor Bekanntwerden der Schriftrollen vom Toten Meer fehlten für viele Themen der paulinischen Briefe Parallelen des palästinischen Judentums, so dass sein Insistieren auf dem Pharisäersein unverständlich war. Die Qumranrollen ermöglichen es nun, bei Formulierungen wie „Kinder des Lichts“, „Werke der Finsternis“, „Werke des Gesetzes“, „Gerechtigkeit Gottes“ die Vorstellungswelt des Paulus vor ihrem jüdischen Hintergrund zu verstehen.
Paulus grenzte sich später als Christ von der im Diasporajudentum gepflegten Weisheit ab (1 Kor 2,1–4 ). Die von Lukas stilisierte Paulusrede auf dem Areopag (Apg 17 ) wird daher als spätere apologetische Umdeutung genuin paulinischer Kreuzestheologie beurteilt.
Die Apostelgeschichte erwähnt für Paulus den Beruf des Zeltmachers (Apg 18,3 ). Paulus selbst schreibt, dass er als Missionar seinen Lebensunterhalt durch eigene Arbeit mit seinen Händen verdiente, um den Gemeinden nicht finanziell zur Last zu fallen, nennt aber keinen konkreten Beruf (1 Kor 4,12 ; 1 Kor 9,12–18 ; 1 Thess 2,9 ). Er konnte so die vollkommene Unabhängigkeit seiner Predigt wahren und das Evangelium ohne Entgelt verkündigen. Ekkehard und Wolfgang Stegemann betonen, dass der Sozialstatus des Paulus sich nach seinen Selbstzeugnissen völlig anders darstellt als nach der Apostelgeschichte:
- Nach der Apostelgeschichte verfügt er über die finanziellen Mittel, um in Ephesos eine Schule für seine Verkündigungstätigkeit zu mieten, in Rom eine eigene Wohnung. Seine Arbeit in der Werkstatt von Priska und Aquila wirkt mehr wie eine „missionstaktische“ Vorgehensweise.
- Den Briefen zufolge leistete Paulus, vermutlich im Tagelohn, den ganzen Tag und noch vor oder nach Sonnenuntergang (1 Thess 2,9) schwere Arbeit. Seine Leidenserfahrungen mit Mangel an Nahrung und unzureichender Kleidung (zum Beispiel 1 Kor 4,8 ff.) passen zu dem, was man über den Alltag antiker Handwerker weiß.

Der historische Paulus war also wohl „ein Mitglied der Unterschicht oberhalb des Existenzminimums“.

### Christenverfolger
Wie der Jude Paulus mit den ersten Christen in Berührung kam, geht aus der Apostelgeschichte und den paulinischen Schriften nicht hervor. Den Korinthern berichtet er, dass er die Gemeinde Gottes verfolgt habe (1 Kor 15,9 ). Er erwähnt in aller Offenheit, dass er christliche Gemeinden verfolgt habe, um sie zu zerstören (Gal 1,13 ). Er trat mit Eifer für das jüdische Gesetz ein (Phil 3,5–6 ) und wandte sich mit Feindschaft gegen den Glauben und die Lebensweise der ersten Christen. Er hatte den Versuch unternommen, den christlichen Gemeinden die Möglichkeiten zu nehmen, sich zu bilden und zusammenzufinden. Genaue Praktiken seiner Christenverfolgung gibt Paulus in seinen Briefen jedoch nicht an. Lediglich in Apg 8,3  wird von Inhaftierungen von sowohl Männern wie auch Frauen berichtet. Manche Gelehrte (Joshua Schachterle) halten dies jedoch für unwahrscheinlich. Das Auftreten eines mit Vollmachten des Hohepriesters ausgestatteten Paulus, der gefangengenommene Christen gefesselt vor das Jerusalemer Tribunal schleppte (Apg 22,5 ), scheint innerhalb der römischen Jurisdiktionsgewalt unwahrscheinlich. Eher betätigte sich Paulus wahrscheinlich im Rahmen der den Synagogengemeinden zugestandenen internen Strafgewalt (Geißelung, Bann).
Paulus vertrat bis zu seiner Bekehrung den Pharisäismus, der verlangte, dass auch Proselyten (zum Judentum übergetretene Nichtjuden) zu beschneiden seien (vgl. Apg 15,5 ). Er verstand sich als „Eiferer für das Gesetz [scil. Tora]“ (Gal 1,14 ), der dessen Vorschriften auch gegenüber Mitjuden vorbildlich erfüllt habe (Phil 3,6 ).
In diesem Streben soll er (so James D. G. Dunn) ein erbitterter Gegner der hellenistischen Judenchristen geworden sein, da diese in der jüdischen Diaspora missionierten und dabei neugetauften Heidenchristen die Befolgung der Tora erleichterten, indem sie auf deren Beschneidung verzichteten. Joshua Schachterle hingegen geht davon aus, dass Paulus das Christentum vor allem deshalb verfolgte, weil die Christen einen „gekreuzigten Verbrecher“ (crucified criminal) zum jüdischen Messias erklärten.

#### Die Steinigung des Stephanus
Laut Lukas war Paulus in Jerusalem Zeuge („Zuschauer und Sympathisant“, so Rudolf Pesch) der tumultuarischen Steinigung des ersten christlichen Märtyrers Stephanus (Apg 7,58 ff. ) in einem Akt der Lynchjustiz. Dieser erschien als Wortführer jener Gruppe von Hellenisten, die in der Jerusalemer Urgemeinde als erste mit der Heidenmission begannen, den Tempelkult ablehnten und dadurch in Konflikt mit der sadduzäischen Priesteraristokratie gerieten. Paulus schreibt demgegenüber in Gal 1,22 , dass er den Gemeinden Judäas, insbesondere Jerusalems persönlich unbekannt gewesen sei, bis er „drei Jahre“ (nach antiker Zeitrechnung zwei und ein angebrochenes Jahr) nach seiner Bekehrung nach Jerusalem gereist sei (Gal 1,18 ). Dies widerspricht der Schilderung bei Lukas, der ihm eine maßgebliche Rolle bei der Verfolgung der Christen zuschreibt (Apg 22,4 ). Paulus’ Anwesenheit bei der Steinigung bleibt somit fragwürdig.

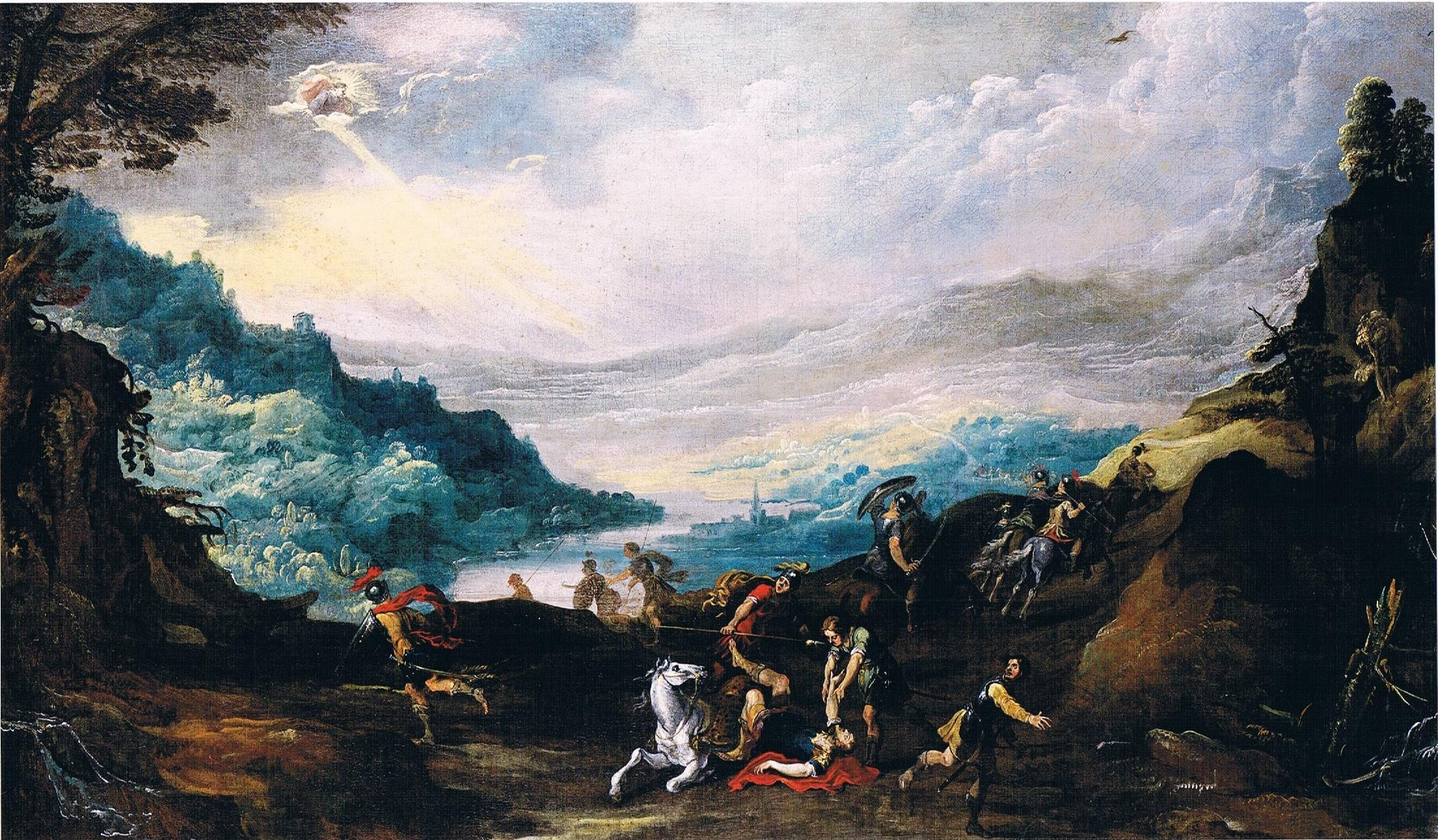
Bekehrung des Saulus, Josse de Momper und Pieter Snayers, Museum am Dom, Trier

### Damaskuserlebnis

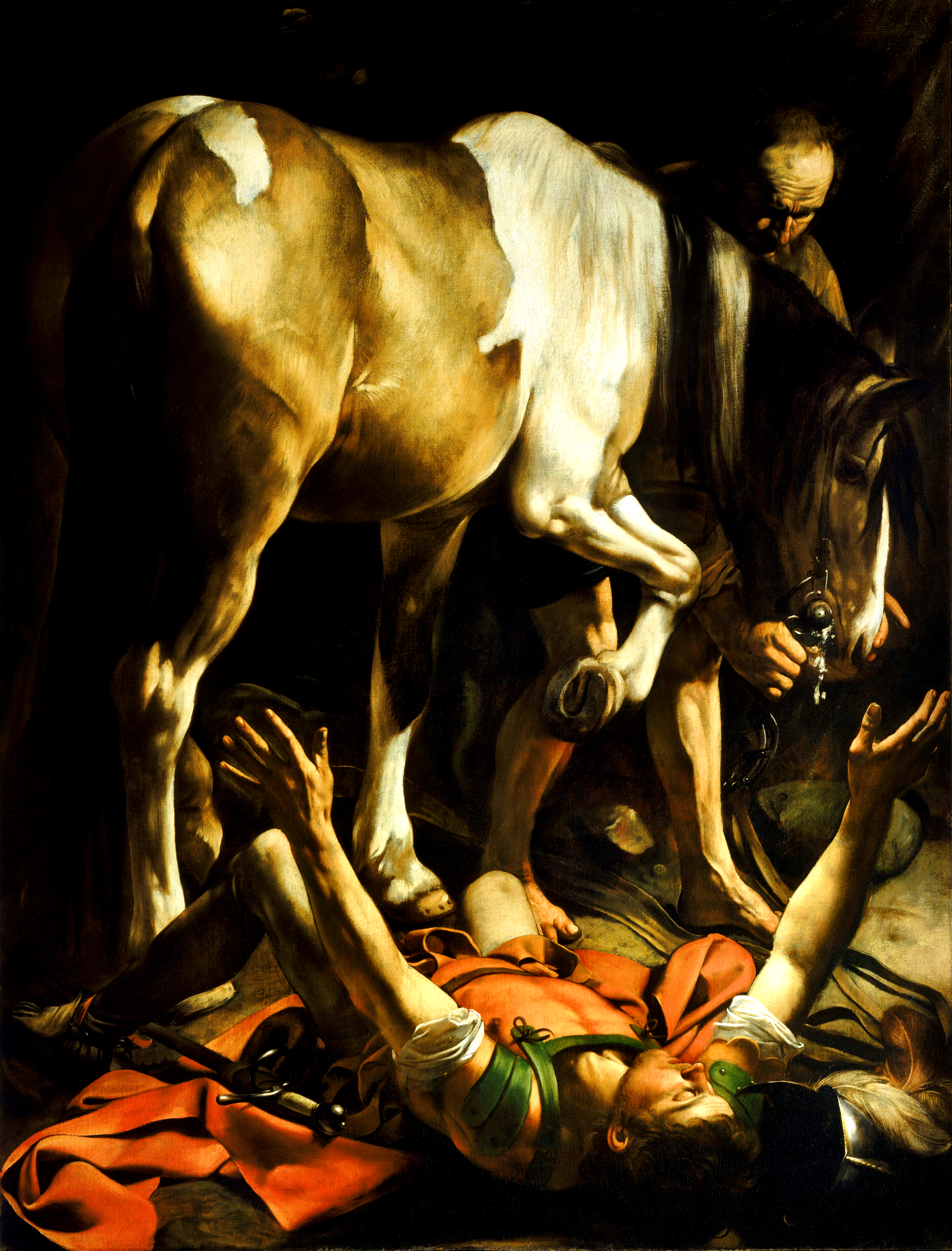
Die Bekehrung des Paulus von Caravaggio 1600

Paulus selbst schildert mehrmals Erscheinungen Jesu (Gal 1,15–19 ; Phil 3,7–12 ; 1 Kor 15,8–9 ; 2 Kor 4,1.5–6 ). Gott habe schon vor seiner Geburt entschieden, Paulus seinen Sohn zu offenbaren und ihn zum Völkerapostel zu berufen (Gal 1,15 ). Er betont, er sei seinem Auftrag drei Jahre lang gefolgt und habe erst dann die Jerusalemer Urgemeinde besucht (Gal 1,17–19 ). Es spricht einiges dafür, dass er dort die schon fixierte urchristliche Bekenntnisformel mit der Liste der Auferstehungszeugen übernahm, die er in 1 Kor 15,3–7  zitiert und in Vers 8 durch seine eigene Berufungsvision ergänzt.

„Zuletzt von allen ist er auch von mir als einer unzeitigen Geburt gesehen worden. Denn ich bin der geringste unter den Aposteln, der ich nicht wert bin, dass ich ein Apostel heiße, weil ich die Gemeinde Gottes verfolgt habe.“

„Denn ich habe es [scil. das Evangelium] nicht von einem Menschen empfangen oder gelernt, sondern durch eine Offenbarung Jesu Christi. Denn ihr habt ja gehört von meinem Leben früher im Judentum: wie ich über die Maßen die Gemeinde Gottes verfolgte und sie zu zerstören suchte und übertraf im Judentum viele meiner Altersgenossen in meinem Volk weit und eiferte über die Maßen für die Überlieferungen meiner Väter. Als es aber Gott wohlgefiel, der mich von meiner Mutter Leib an ausgesondert und durch seine Gnade berufen hat, dass er seinen Sohn offenbarte in mir, damit ich ihn durchs Evangelium verkündigen sollte unter den Heiden“

Paulus stellt sich gemäß Borse aufgrund seiner Berufungserscheinung in die Reihe der Auferstehungszeugen, von denen ihm die Augenzeugen bei seinem ersten Jerusalembesuch berichteten. Der formelhafte Ausdruck ōphthē (ὤφθη ‚gesehen wurde‘, ‚erschien‘) verweist auf Visionen, die wie in der jüdischen Apokalyptik als von Gott offenbarte Vorwegnahme endzeitlicher Ereignisse erfahren und weitergegeben wurden (zum Beispiel Dan 7,1–14 ). Paulus schloss hier sein berühmtes Kapitel in 1. Kor 15 über die Totenauferstehung an einen Glauben an, den er mit Pharisäern, Zeloten und Essenern teilte.
Gottes Berufung, die Erkenntnis Jesu Christi als des Sohnes Gottes, der besondere Auftrag zur Völkermission und die Gewissheit der endzeitlichen Totenerweckung bildeten für Paulus also eine untrennbare Einheit. Er betonte daher, dass das von ihm verkündete Evangelium „nicht menschlicher Art“ sei (Gal 1,11 ), sondern eine unmittelbar von Gott geoffenbarte Botschaft.
Die Apostelgeschichte schildert die Berufung des Paulus (Apg 9,1–18 ), das „Damaskuserlebnis“, als Bekehrung des Christenverfolgers. Paulus hört auf dem Weg nach Damaskus – von einem himmlischen Licht umstrahlt – die Stimme Jesu, der ihn fragt, warum er ihn verfolge. Er verliert daraufhin sein Sehvermögen, wird nach Damaskus geführt, dort von seiner Blindheit geheilt und lässt sich taufen. Paulus selbst schildert das Erlebnis in einer biographischen Notiz in Gal 1,15–16  nicht als Bekehrungserlebnis, sondern betont den Aspekt der Offenbarung und Berufung.

### Missionsreisen

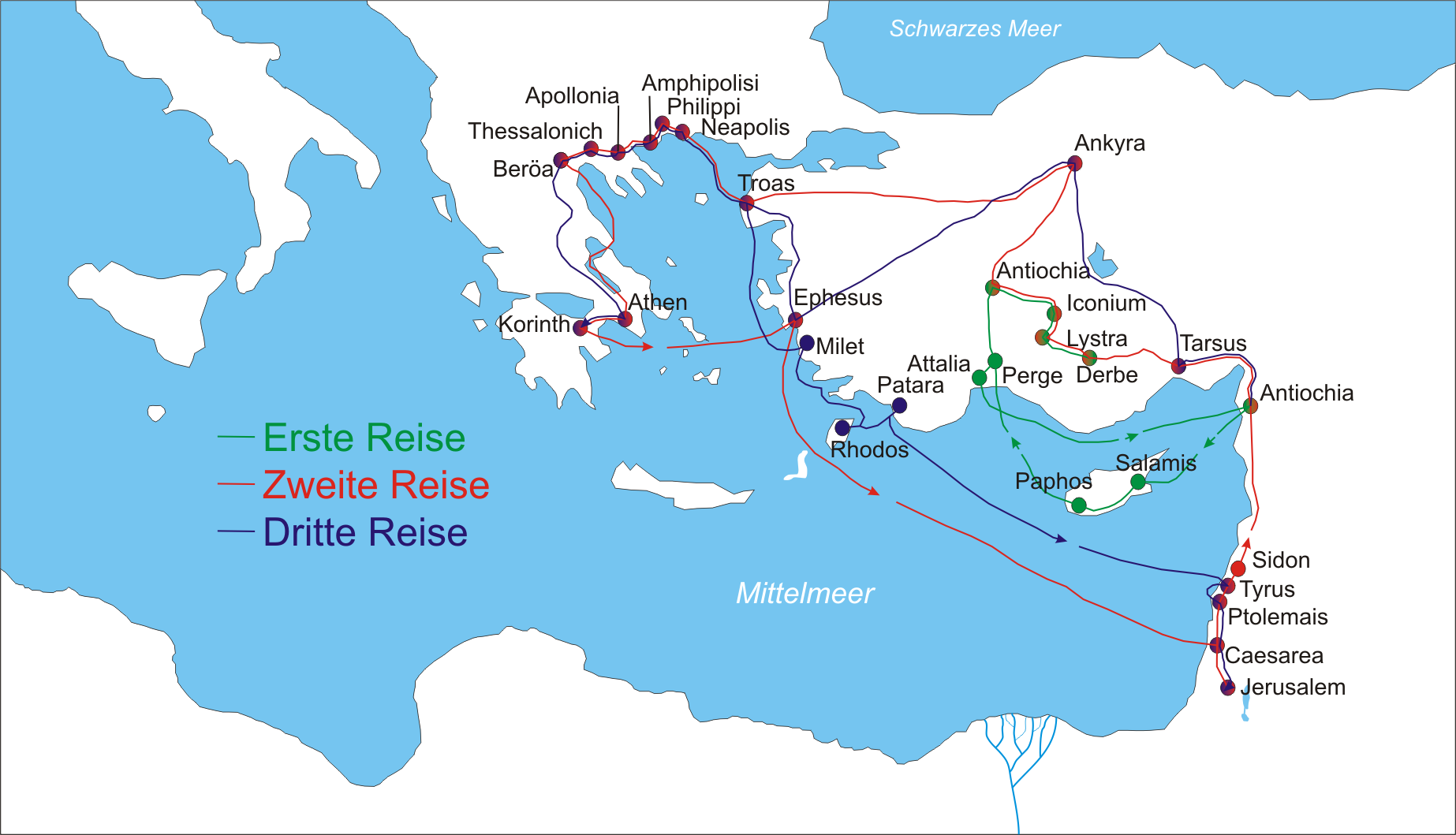
Missionsreisen des Paulus (moderne Karte)

Gemäß seinem Selbstverständnis als Völkerapostel, d. h. als mit der Mission unter Nichtjuden Beauftragter, wollte Paulus das Evangelium Jesu Christi so weit wie möglich ausbreiten. Er und seine Begleiter lebten als Wandermissionare, die „in einer gewissen (apokalyptischen) Eile und Rastlosigkeit“ (Norbert Brox) möglichst große Gebiete erreichen wollten, indem sie darin jeweils die größeren Städte ansteuerten. Die neu gegründeten Gemeinden waren dann weitgehend sich selbst überlassen, weil die Missionare fortzogen, um anderswo Gemeinden zu gründen.
Die Apostelgeschichte berichtet von mehreren Reisen des Apostels, die üblicherweise in „Missionsreisen“ eingeteilt werden, was aber der Darstellung der Apostelgeschichte nicht ganz entspricht.

#### Mission im Nabatäerreich

Das Nabatäerreich, in welchem Paulus die ersten zwei Jahre nach seiner Bekehrung verbracht hat.

Paulus selbst berichtet in seinen Briefen von einem mehrjährigen Aufenthalt in „Arabien“ und Damaskus (Gal 1,15-17 ) unter dem Nabatäerkönig Aretas IV. (2 Kor 11,32f. ); der ostjordanischen heidnischen Landschaft südlich von Damaskus. Wegen der nur sehr knappen Überlieferung ist über diesen Aufenthalt nicht viel bekannt. Paulus berichtet jedoch, dass er sich dort nach seiner Bekehrung bis zu seinem ersten Jerusalembesuch zwei bis drei Jahre lang befand und dass er sich dort beim König Aretas (wahrscheinlich durch missionarische Tätigkeit) unbeliebt gemacht hatte. Der Neutestamentler Ben Witherington vermutet in dieser Zeit eine zusätzliche missionarische Tätigkeit in der nabatäischen Hauptstadt Petra. Paulus hatte dort jedoch wenig Erfolg, denn zu Gemeindebildungen kam es nicht. In der Apostelgeschichte wird diese Missionstätigkeit möglicherweise aus eben diesem Grund nicht erwähnt.

#### Erste Missionsreise

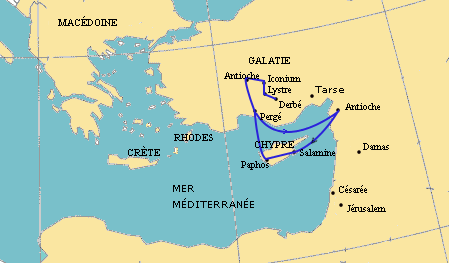
Die erste Missionsreise

In der „ersten Missionsreise“ besuchte er nach Darstellung der Apostelgeschichte zusammen mit Barnabas und dessen Neffen Markus Zypern sowie anschließend die Heimat des Prokonsuls Sergius Paul[l]us, dessen Familie in Antiochia in Pisidien beheimatet war. Durch Verfolgungen gezwungen, reiste er auch noch in weitere Städte und kehrte schließlich mit Barnabas nach Antiochia am Orontes zurück, nachdem Markus die beiden verlassen hatte. Historisch ist für diese von der Apg als eine einzige Reise stilisierte Lebensphase ein Zeitraum von 12 bis 13 Jahren anzunehmen; weder sind Briefe des Paulus aus dieser Zeit bekannt, noch äußerte er sich später brieflich dazu (mögliche Ausnahme: Gal 1,21).

#### Zweite Missionsreise

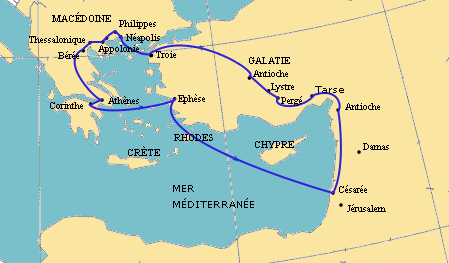
Die zweite Missionsreise

Die „zweite Missionsreise“ bestand aus einer Reise zu den in der ersten Reise gegründeten Gemeinden in Galatien und anschließend nach Griechenland, einem längeren Aufenthalt in Korinth und dann einer Reise nach Jerusalem und Antiochia am Orontes. Letztere beschreibt Lukas nur kurz, diese Reise bildet zusammen mit dem Anfang der „dritten Missionsreise“ einen kurzen Bericht über eine Reise von Korinth in den Osten und zurück nach Ephesos, das auf der Hinreise kurz besucht wurde. Während der zweiten Missionsreise schrieb Paulus den ersten Thessalonicherbrief, der folglich seine älteste erhaltene Schrift darstellt.

#### Dritte Missionsreise

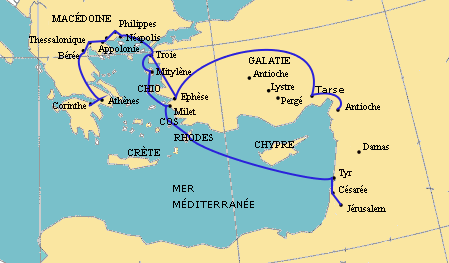
Die dritte Missionsreise

Die „dritte Missionsreise“ bestand vor allem aus einem dreijährigen Aufenthalt in Ephesos. Daran schloss sich eine Rundreise durch Griechenland an sowie eine Reise nach Jerusalem, bei der offenbar eine in den Briefen des Paulus erwähnte Kollekte überbracht werden sollte (was aber von Lukas nicht erwähnt wird). Die Pläne von Paulus sahen eine Weiterreise nach Rom und von dort die Mission des westlichen Mittelmeerraumes bis zur Provinz Hispanien vor (Röm 15,22 f. ).
In Jerusalem wurde er jedoch von den römischen Behörden verhaftet und nach längerem Hin und Her nach Rom überstellt, wo er nach ungewisser Zeit vermutlich auch das Martyrium erlitt. Ein Vergleich mit den Paulusbriefen zeigt, dass Paulus vermutlich noch weitere, in der Apostelgeschichte nicht erwähnte Reisen unternommen hat. Über Details können aber nur Vermutungen angestellt werden.
Auf seinen Reisen wurde Paulus von anderen begleitet; die Paulusbriefe und die Apostelgeschichte nennen unter anderem Barnabas, Timotheus, Titus, Erastus und Silas. Ziel der Missionsreisen war der Aufbau christlicher Gemeinden. Sobald diese in der Lage waren, sich selbständig zu organisieren, reiste Paulus in die nächste Stadt. Die christlichen Gemeinden in den städtischen Zentren wurden zum Ausgangspunkt weiterer Missionen im Hinterland. Paulus hielt Briefkontakt mit den wichtigen Gemeinden; in den Briefen vertiefte er die christliche Glaubenslehre und ging auf Probleme und aktuelle Fragen ein.

### Leiden und Verfolgung
Paulus beschreibt in seinen Briefen öfter persönliches Leiden, das er als Folge seiner Christusverkündigung deutet. Er stieß demnach bei Juden und Nichtjuden immer wieder auf starke Ablehnung, die bisweilen zu „Aufruhr“ führte: So überlebte er diverse körperliche Auseinandersetzungen, Steinigungsversuche und Strafgeißelungen (vgl. 2 Kor 11,24 f. ; Apg 14,19 ). Dies könnte ihn dauerhaft körperlich beeinträchtigt haben. Als römischer Bürger hätte er Misshandlungen vermeiden können; entweder ist die Information der Apostelgeschichte über dieses Bürgerrecht als unhistorisch zu beurteilen, oder Paulus verschwieg seinen sozialen Status, weil er für Christus leiden wollte; möglicherweise hätte man ihm auch nicht geglaubt: „Einen ständig in der Tasche zu tragenden Personalausweis gab es damals noch nicht.“
Gal 4,15  könnte auf ein Augenleiden hinweisen. In 2 Kor 12,7  spricht Paulus von einem „Stachel im Fleisch“ und „Engel Satans, der mich mit Fäusten schlagen muss, damit ich mich nicht überhebe“. Mit altgriechisch σκόλοψ skólops ist einerseits der Pfahl gemeint, andererseits jede Art von „lästigen Fremdkörpern“, zum Beispiel Splitter, Dorn, Stachel. Dies wird von vielen Exegeten als Hinweis auf eine Krankheit verstanden, die anfallartig mit heftigen, stechenden Schmerzen auftritt. Die Vorschläge lauten: chronische rheumatische Erkrankung, Arthrose, Depression, Epilepsie, Malaria, Augenmigräne. Ulrich Heckel schlägt Trigeminusneuralgie vor. Weitgehend gestützt auf die biblische Beschreibung der Bekehrung des Paulus (Apg 9,1–9 ), stellt Hartmut Göbel fest, dass die Kriterien für eine Migräne (IHS-Code 1.1) erfüllt seien:
- Dauer von 4–72 Stunden bei unbehandeltem Verlauf (Paulus war drei Tage krank);
- Pulsierender Schmerz (siehe oben: „mit Fäusten schlagen“);
- Tagesaktivität erschwert (Paulus musste geführt werden);
- Verstärkung bei normaler körperlicher Aktivität (Paulus legte sich hin);
- Übelkeit, Erbrechen (Paulus fastete);
- Photo- und Phonophobie (Wahrnehmung blendenden Lichts).

Seine unstete Lebensweise, besonders die weiten Reisen, habe Triggerfaktoren für Migräneanfälle geliefert.
Vielleicht spielt Paulus in 2 Kor 12,7  mit dem Stichwort „Stachel“ auf die Septuaginta an: „Da wird es im Hause Israel keinen Dorn der Bitternis mehr geben und keinen Stachel des Schmerzes von denen, die rings um sie wohnen und sie in ihrer Ehre gekränkt haben.“ In diesem Text, der antiken griechischen Übersetzung von Ez 28,24 , geht es nicht um Krankheit, sondern um eine unangenehme, durch persönliche Angriffe entstandene Situation.

### Gefängnisaufenthalte
Paulus befand sich mehrmals in Gefangenschaft. Zwei seiner Briefe sind während eines Gefängnisaufenthalts abgefasst (Brief des Paulus an die Philipper, Brief des Paulus an Philemon). Die Apostelgeschichte erwähnt eine kurzzeitige Gefangenschaft in Philippi (Apg 16,23 ), und einen längeren Aufenthalt in Jerusalem und Caesarea. Da die Römer keine längeren Gefängnisstrafen kannten, sondern nur Untersuchungshaft und sehr kurze Aufenthalte wie in Philippi, ist es unwahrscheinlich, dass sich Paulus noch ein weiteres Mal länger in Gefangenschaft befand. Aus 2 Kor 1,8 f.  sollte deshalb besser kein Gefängnisaufenthalt herausgelesen werden, und andere Stellen in den Paulusbriefen beziehen sich wohl auf die Gefangenschaft in Caesarea bzw. in Rom.
Im Brief des Paulus an die Römer, dem letzten der echten Paulusbriefe, zeigte sich Paulus besorgt darüber, dass er bei seiner geplanten Reise nach Jerusalem zur Übergabe einer Kollekte an die dortige Urgemeinde von Juden verfolgt, aber auch von Judenchristen abgelehnt werden könnte (Röm 15,30 ff. ). Wie schon beim Apostelkonzil, bei dem ihm diese Kollekte für die Genehmigung seiner Heidenmission auferlegt worden war, wollte Paulus offenbar für die Vollendung seines Lebenswerks, die lange geplante Mission auch im Westen des römischen Reichs, die persönliche Zustimmung der Urgemeindeleiter einholen. Seine Sorge war seit seiner Abreise aus Korinth begründet (Apg 20,3 ): Damals wählte Paulus mit seinen Begleitern den Landweg über Makedonien und bestieg ein Schiff nach Palästina erst in Kleinasien, um einem geplanten Anschlag seiner jüdischen Gegner zu entgehen (Apg 20,14 ). Die persönliche Übergabe der Geldsammlung sollte den Zusammenhalt von Juden- und Heidenchristen festigen, der durch den zunehmenden Druck des palästinischen Judentums auf die Urchristen und die Abwendung mancher Heidenchristen von ihren jüdischen Wurzeln gefährdet war.

### Gefangennahme und römischer Prozess

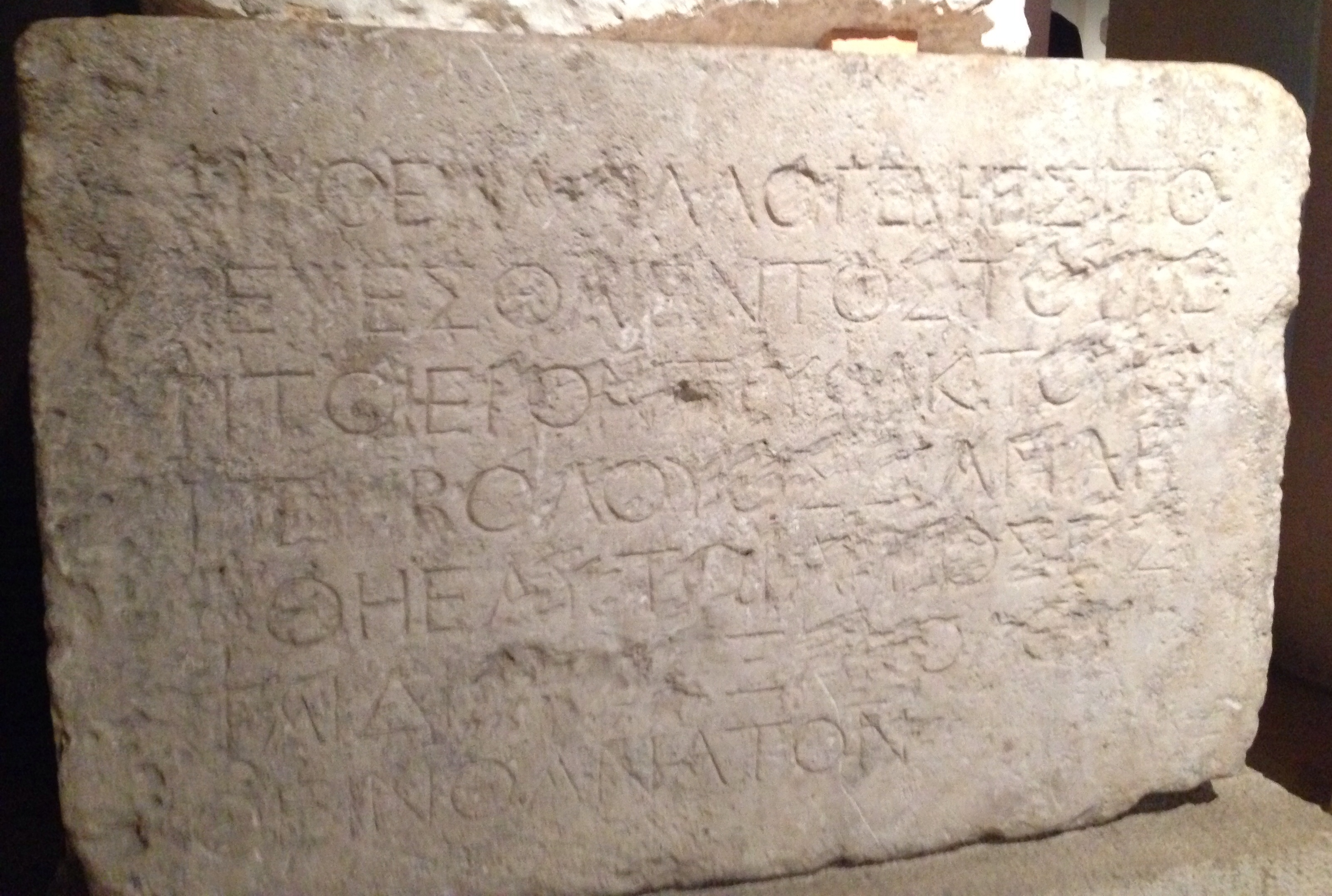
Eine 1871 entdeckte Warnschrift des Jerusalemer Tempels liest: „Kein Fremder soll innerhalb der Brüstung und der Trennwand, die das Tempelgelände umgibt, eindringen. Jeder, der dabei erwischt wird, wird für seinen Tod verantwortlich gemacht werden.“

Für die Verhaftung des Paulus in Jerusalem und seinen Prozess einschließlich der Überführung nach Rom gibt es keine Selbstzeugnisse des Paulus. Die Apostelgeschichte ist daher die einzige historische Quelle für diese Ereignisse. Demnach wurde Paulus seiner Befürchtung entsprechend in Jerusalem wenig freundlich aufgenommen und von Diasporajuden erkannt. Diese beschuldigten ihn, er habe einen Nichtjuden mit in den Jerusalemer Tempel gebracht. Darauf stand nach jüdischem Recht die Todesstrafe, die die Römer bei solchen religiösen Vergehen zuließen. Anlass dieser Anschuldigung war eine Auslösungszeremonie für Nasiräer, die Paulus gemäß der Entscheidung der Jerusalemer Christengemeinde, die von ihm in seinen Gemeinden für Jerusalem gesammelte Kollekte nicht anzunehmen, mit dem gesammelten Geld bezahlen musste, um seine Treue zum Judentum zu demonstrieren. Dabei könnte er einen Reisegefährten mitgenommen haben. Um ihn vor Lynchjustiz zu schützen, griff die römische Wache ein und nahm ihn in Schutzhaft (Apg 21,27–36 ). Nach einer mehrjährigen rechtlichen Auseinandersetzung, in deren Verlauf Paulus von dem römischen Statthalter Felix in Cäsarea gefangen gehalten wurde, überstellte ihn dessen Nachfolger Festus als Gefangenen nach Rom; zuvor hatte Paulus als römischer Bürger an den Kaiser appelliert (Apg 25,9 ff. ). In Rom lebte er während des Prozesses in einer Wohnung und verkündete nach Darstellung der Apostelgeschichte dort die Christusbotschaft. Über den Ausgang des Prozesses und ob er überhaupt weitergeführt wurde, wird nichts mehr berichtet. Lukas nutzte den Zusammenhang, um von ihm gestaltete dramatische Gerichtsszenen und Paulusreden (Apg 20–25) in die Darstellung einzufügen, deren Stoßrichtung kontrovers diskutiert wird.
Über das Ende des Paulus erzählt die Apostelgeschichte nichts.

### Vermutetes Lebensende und Märtyrertod in Rom

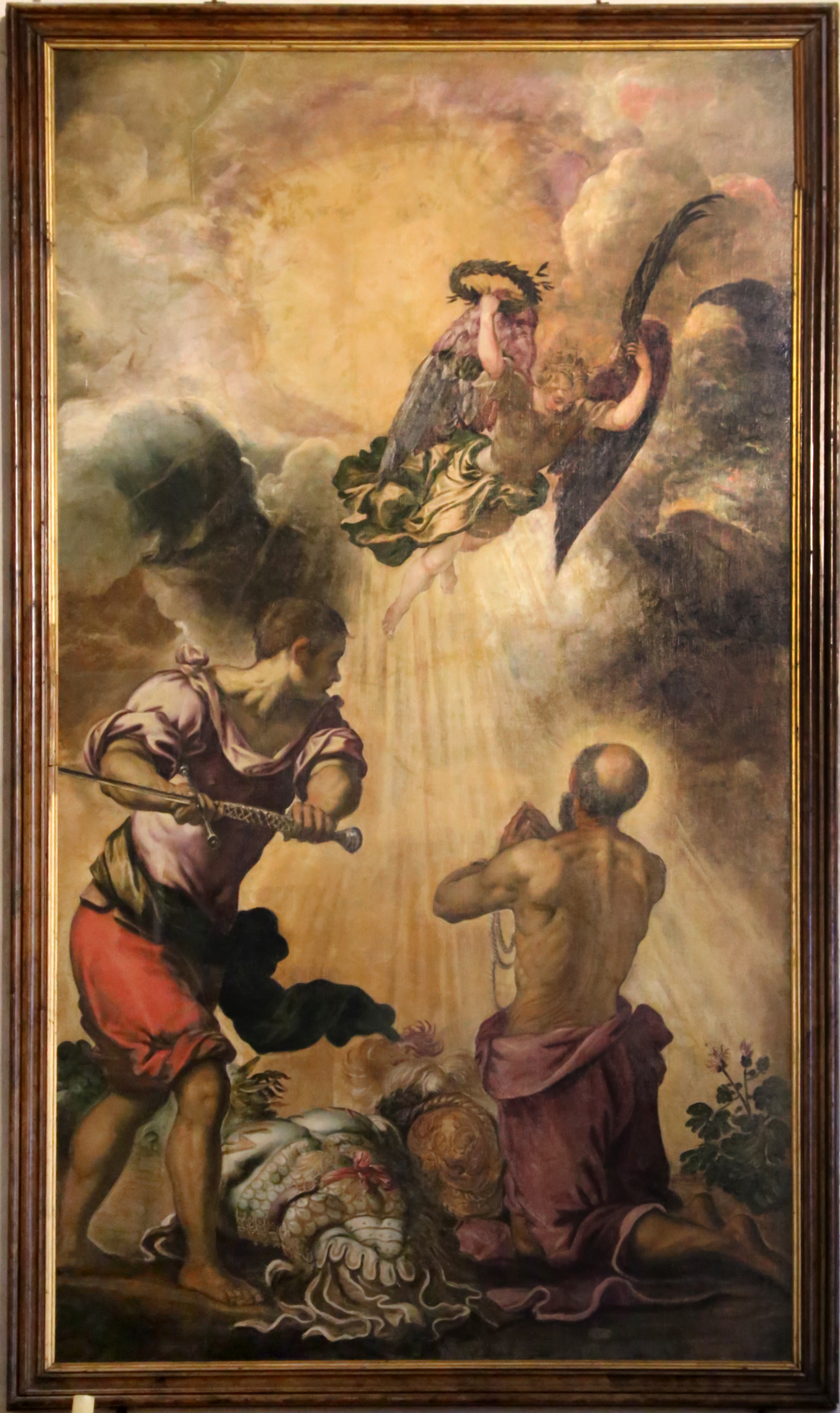
Jacopo Tintoretto: Die Enthauptung des Heiligen Paulus (ca. 1556)

Nach einer im 1. Clemensbrief (kurz vor 100 n. Chr.) mitgeteilten Notiz (1. Clem 5,1–7) soll Paulus, ebenso wie Petrus, den Märtyrertod erlitten haben. Auf welche Weise, wird nicht erwähnt. Ebenfalls heißt es aber auch bei Clemens, Paulus wäre „bis in den äußersten Westen vorgedrungen“ und habe dort unmittelbar vor seinem Martyrium „vor den Machthabern sein Zeugnis abgelegt“ (1. Clem 5,7). Ob Clemens mit dem „äußersten Westen“ Hispanien meint, ist umstritten, jedoch gut möglich. Möglich ist auch, dass Clemens „kein klares Bild“ von einer paulinischen Reise nach Westen hatte.
Einzelne Gelehrte halten die tatsächliche Realisierung der in seinen Briefen angekündigten Reise in die römische Provinz Hispanien (Römer 15,24f ) im Anschluss an eine mögliche Freilassung aus dem Hausarrest in Rom für denkbar. Hierzu gehören u. a. Martin Hengel und N.T. Wright. Ob Paulus nach seinem Rom-Aufenthalt weitere Missionsreisen angetreten hatte, bleibt jedoch ungewiss.
Im Martyrium Pauli in den Paulusakten (160–180 n. Chr.) heißt es, Paulus sei in Rom unter Kaiser Nero, der von 54 bis 68 herrschte, durch das Schwert enthauptet worden. Möglicherweise fand er also im Zuge der Neronischen Christenverfolgung (64/65 bis möglicherweise 68 n. Chr.) den Tod. Eine Kreuzigung wäre ihm dann aber als römischem Bürger erspart geblieben. Die Enthauptung war dagegen die gängigste Hinrichtungsmethode für römische Bürger.
Der altkirchliche Kirchenhistoriker Eusebius von Cäsarea schreibt in seiner kurz nach 324 n. Chr. vollendeten Kirchengeschichte (II, 22), dass Paulus bei seiner ersten Gefangennahme in Rom freigesprochen worden wäre und erst bei einem späteren, zweiten Prozess, wiederum in Rom, durch Enthauptung gemartert worden sei: „Nachdem der Apostel seine Sache vor Gericht verteidigt hatte, soll er wiederum auf Missionsreisen gegangen sein, um dann noch ein zweites Mal in die gleiche Stadt zurückzukehren und im Martyrium sein Leben zu beschließen […] Dies haben wir erzählt, um zu zeigen, dass Paulus nicht während jenes römischen Aufenthaltes, den Lukas erwähnt, den Martertod erlitten hat.“
Der Gelehrte Joshua Schachterle vermutet eine Hinrichtung um 67/68 in Rom unter Nero, nachdem die dortigen Christen seit dem Brand von 64 verfolgt worden waren und 66 der Jüdische Krieg begonnen hatte.
Der Religionswissenschaftler Bart D. Ehrman fasst zusammen, dass man anhand des gegebenen Quellenmaterials über den Tod des Paulus „fast nichts“ mit Sicherheit weiß. Paulus wurde aber höchstwahrscheinlich zwischen 64 und 68 n. Chr. in Rom unter der Herrschaft Neros durch Enthauptung hingerichtet.

#### Mögliche Grabstätte

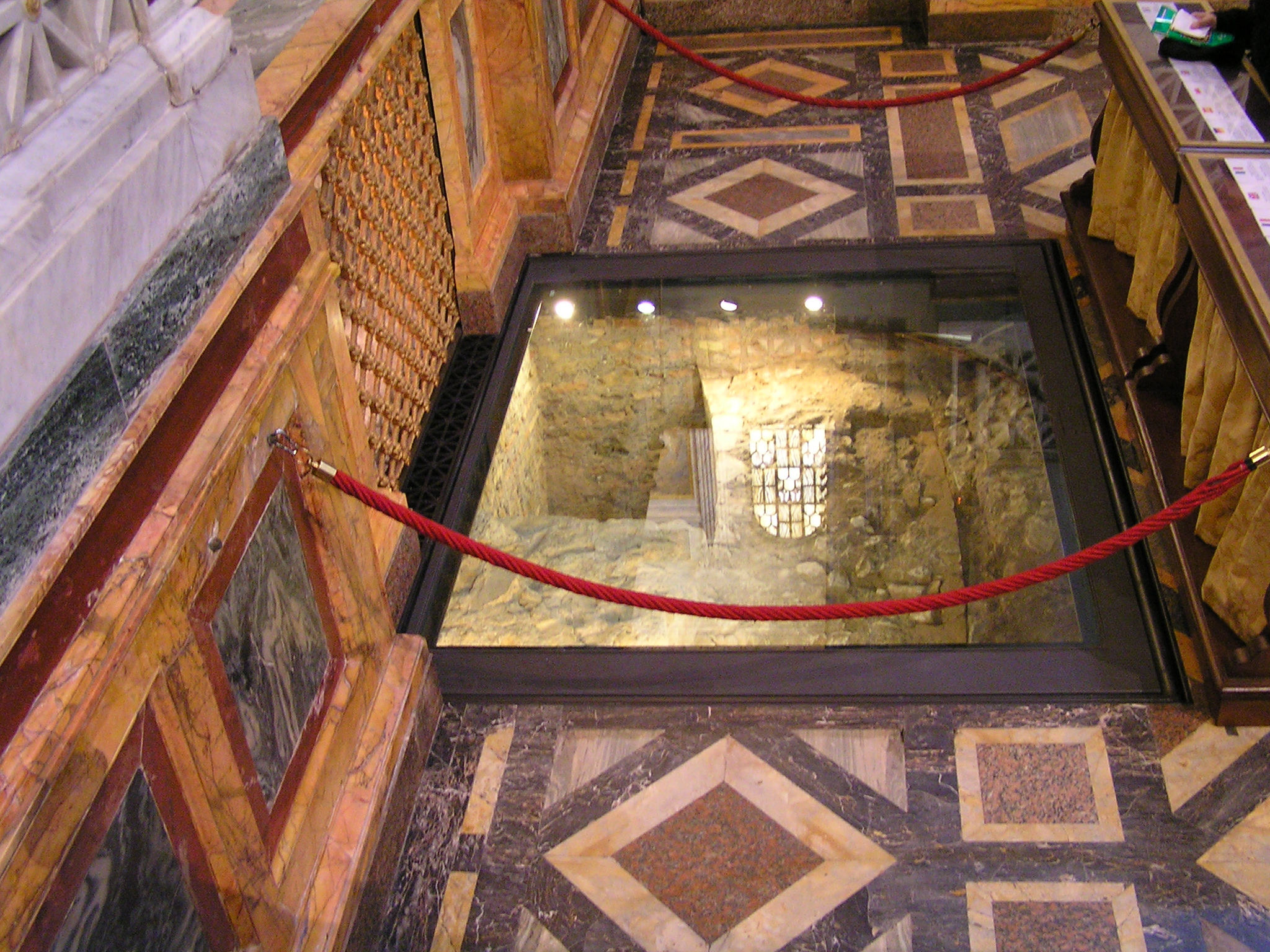
Die angebliche Grabstätte des Apostels Paulus

Sein Grab soll sich in Rom unter der Kirche Sankt Paul vor den Mauern befinden. Der italienische Archäologe Giorgio Filippi will es im Juni 2005 wiedergefunden haben. Ausgrabungen unter der Basilika unter der Führung von Vatikan-Archäologen brachten einen römischen, 2,4 Meter langen Sarkophag hervor, der sich unter einem spätantiken Epitaph mit der Inschrift Paulo Apostolo Mart (‚dem Apostel und Märtyrer Paulus‘) an der Basis des Hauptaltars der Basilika befand. Das Grab war seit etwa 400 n. Chr. in eine Krypta verehrt worden. Diese wurde dann um etwa 1500 verschlossen und nach Umbauten der Kirche der Standort des Sarkophags vergessen. Zuvor hatte man angenommen, das Grab sei bei einem Großbrand der Basilika 1823 zerstört worden. Der Sarkophag wurde 2009 erstmals geöffnet und die gefundenen Knochenreste wurden per Radiokarbonmethode auf das 1. bis 2. Jhd. n. Chr. datiert. Zudem wurden in dem steinernen Sarkophag mit Gold verzierte purpurne Leinen und blauer Stoff entdeckt.

## Theologie und Lehre
Die Theologie und Lehre des Paulus wird aus den ihm zugeschriebenen Briefen erschlossen. Da sich dort jedoch keine „apologetischen und propädeutischen Passagen“ für kontextferne Leser finden, ist die Erschließung seiner Gedankenwelt bis heute eine exegetische Herausforderung: „Die Paulusbriefe sind zunächst situative Gelegenheitsschriften. Sie sind aus den Niederungen von Alltagskommunikation geboren und greifen konkrete Konfliktsituationen in den Gemeinden auf, die zum Teil in direkten Anfragen an den abwesenden Apostel herangetragen werden.“

### Grundzüge
Grundsätzlich übernahm Paulus nach seiner Bekehrung den kerygmatischen Glauben der Jerusalemer Urgemeinde, dass Jesus von Nazareth der in der jüdischen Tradition erwartete endzeitliche Messias (altgriechisch Χριστός Christós, deutsch ‚der Gesalbte‘) und Erlöser der Welt sei. Zu seiner Verkündigung sah er sich zudem als „Knecht Christi Jesu, berufen zum Apostel, ausgesondert, das Evangelium Gottes zu verkünden“ (Röm 1,1 ) und „berufen nicht von Menschen oder durch einen Menschen, sondern durch Jesus Christus und durch Gott“ (Gal 1,1 ). Dabei sah er seinen Dienst ähnlich wie den eines Herolds.
Von zentraler Bedeutung ist bei ihm die Soteriologie: Gott habe mit der Hingabe seines Sohnes (Jesus Christus) neben dem „Volk des ersten Bundes“ (Israeliten) auch die Heidenvölker in seinen Bund aufgenommen, da vom Menschen seither einzig der Glaube an den gekreuzigten und auferstandenen Christus verlangt werde: Wer den Satz bejahe: Christus ist „für mich“ gestorben (Gal 2,20 ), gehört bei Paulus zur Gruppe der Erlösten. Denn nicht durch Einhaltung von Gesetzen, sondern durch den Glauben an die Rettungstat Christi werde der Mensch erlöst. Die Befolgung der Reinheitsgebote der Tora (z. B. Beschneidung, Speisegebote) sei den gläubigen Heiden damit als Voraussetzung einer Teilnahme am Bund mit Gott erlassen. Dies bedeutet nicht, dass Paulus alle Gesetze freigibt; stattdessen existiert für ihn ein „Gesetz Christi“ (Gal 5 ; Röm 13 ), das jeder Gläubige erfülle. Paulus legte damit den Grundstein für die Abspaltung des Christentums vom Judentum.
Entscheidend für das Verständnis der paulinischen Theologie ist die unbedingte Naherwartung der Endzeit. Gott wird diejenigen erretten, die sich dem Glauben an die Heilstat Christi zuwenden. Damit ist religionsgeschichtlich eine wichtige Wandlung erfolgt: Als Jude war Paulus der Überzeugung, dass derjenige errettet wird, der das jüdische Gesetz vollständig beachtet. Seit seiner Berufung zum Heidenapostel setzt Paulus einen vollständig anderen Akzent: Nicht mehr die Befolgung der Gesetze errettet, sondern der Glaube. Man muss also nicht mehr Jude sein, um errettet zu werden. Daraus folgt für Paulus ein dringender Auftrag: Alle, auch die Heiden, müssen darüber informiert werden. Es geht Paulus darum, dass alle Menschen die Botschaft hören, dass sie der Glaube an Christus errettet.
Damit wollte Paulus nicht das Judentum auflösen. Ihm ging es allein darum, die Nichtjuden, im damaligen Sinne die Heiden, zu retten. Paulus ließ den Vorrang des Judentums weiterhin bestehen (Röm 9–11 ). Aber die Nichtjuden waren eben seit dem Christusereignis in den Kreis der Erretteten mit aufgenommen, sofern sie den Glauben annehmen (Gal 3–5 ).

### Unterschiede zu Jesus von Nazareth
Von Bedeutung in der Forschung ist die Frage nach der Nähe der paulinischen Theologie zur jesuanischen Verkündigung. Denn Paulus war dem irdischen Jesus nie begegnet und zwischen Jesu Verkündigung und der paulinischen Christusbotschaft besteht ein grundlegender Unterschied: Die paulinische Theologie ist keine Wiederholung der Verkündigung Jesu. Im Unterschied zu Jesus stellte Paulus nicht den himmlischen Vater und das Kommen des eschatologischen Gottesreiches, sondern den gekreuzigten und auferstandenen Heilsbringer und Mittler Jesus Christus selbst ins Zentrum seiner Verkündigung. „In keiner Weise zeigt er (scil. Paulus) sich bemüht, die Predigt des irdischen Jesus weiterzutragen. Nirgends redet er von dem Rabbi von Nazareth, dem Propheten und Wundertäter, dem Tischgenossen der Zöllner und Sünder, von seiner Bergpredigt, seinen Reich-Gottes-Gleichnissen und seinem Kampf gegen Pharisäer und Schriftgelehrte.“ Auch das Vaterunser fehlt in seinen Briefen. Lediglich vier verschiedenartige Logien zitiert Paulus (1. Kor 7,10f.; 9,14; 11,23; 1. Thess. 4,15). Zwar besaß er nachweisliche Kenntnisse über die urchristliche Jesusüberlieferung, entschied sich jedoch (anders als seine Gegner) bewusst gegen eine irdisch-menschliche Betrachtung der Person Jesu (vgl. 2. Kor 5,16 ). Viele Kritiker werfen Paulus von daher einen verfremdenden theologischen Bruch mit der eigentlichen Jesus-Verkündigung vor. Einige behaupten, der irdische Jesus sei sogar durch ein „mythisches Gottwesen“ vollständig ausgetauscht worden. Demnach sei Paulus (nicht Jesus), dessen Theologie sich durchgesetzt habe, der eigentliche Gründer des Christentums.
Andere Neutestamentler (z. B. Günther Bornkamm) verweisen jedoch darauf, dass das Urchristentum die Person und Lehre Jesu bereits seit dessen Erscheinungen und dem Glauben an seine Auferstehung im Horizont des Christus-Bekenntnisses (Kerygma) betrachtete. Jesu Verkündigung vom anbrechenden Reich Gottes wurde von der nachösterlichen Botschaft, zu deren Inhalt durch den Auferstehungsglauben Christus selbst geworden war, ergänzt (nicht ersetzt): „Eben darum konnten die Jünger Jesu nicht nur das Erbe und Vermächtnis seiner [scil. Jesu] Lehre wie Rabbinen- und Philosophenschüler pflegen und seine Worte wiederholen. Die Botschaft der Urkirche (das 'Kerygma') mußte sich wandeln und ihn selbst (scil. Christus) zu ihrem Inhalt machen, weil es galt, dem Wort, der Tat, der Geschichte Gottes in ihm treu zu bleiben.“ Paulus habe sich eben auf diese Tradition berufen (1. Kor 15,3f ); seine Theologie sei demnach als Auslegung und Entfaltung des urchristlichen Kerygmas zu verstehen.

### Christologie
Paulus übernahm in seiner Christologie eine „bereits geformte christologische Tradition“, setzte jedoch eigene theologische „Akzente“. Er weigert sich grundsätzlich, die Person Jesus auf seine irdisch-menschliche Gestalt zu reduzieren (vgl. 2. Kor 5,16 ). Bei ihm ist Jesus nicht nur der erwartete Messias, sondern auch der präexistente Sohn Gottes. Seine Gottnähe gab Christus aber auf, wurde Mensch, ging den Weg zum Kreuz und kehrte nach der Auferweckung in die Gottnähe zurück (vgl. Phil 2,6-11 ).

### Eschatologie
Die Eschatologie des Paulus war, wie auch schon bei Jesus und der Urgemeinde, von der jüdischen Apokalyptik geprägt. Jedoch interessiert er sich wenig für die Ankündigung endzeitlicher Abläufe oder den Weltuntergang, sondern vertritt ein zum Teil ganz eigenes Konzept: Er lehrt das ihm von Gott offenbarte Evangelium im Horizont des jüngsten Gerichts und sieht darin ein endzeitliches Geschehen, indem er davon (Röm 1,17 ) und der Gottesferne der Welt (Röm 1,18-32 ) in apokalyptisch angehauchter Sprache spricht. „Was jüdische und urchristliche Apokalyptik in ferner oder naher Zukunft erwarten, ist Gegenwart im Evangelium!“ Wer an die Heilstat Christi glaubt, der ist gerecht vor Gott. Den Glaubenden ist dann die Errettung am Eschaton sicher. Dabei handelt es sich für Paulus um eine völlig neue Existenz, die der glaubende Mensch erhält (1 Kor 15 ). Schon im Diesseits vom Heiligen Geist beeinflusst, kann der Glaubende nach dem Tod die Auferstehung erwarten, die als Gemeinschaft mit Christus unter Ablegung des „Fleisches“ zu verstehen ist. Gegenwärtig steht also bereits der glaubende Christ durch den Heiligen Geist in Verbindung mit Gott; für die Zukunft steht die vollendete Erlösung aus. In Christus sind die Glaubenden in den neuen Äon eingegangen (Röm 6 ), was sich für den einzelnen Christen in der Gabe des Geistes äußert (Röm 8,23 f. ). Trotzdem bleibt der einzelne Christ in seiner Sterblichkeit dem alten Äon verhaftet, kann jedoch in der eschatologischen Hoffnung auf grundlegende Neuerung leben (Röm 8,29 ), die mit der Wiederkehr Christi Einzug halten wird für alle Glaubenden und die gesamte Schöpfung Gottes.

### Soteriologie
Die Kreuzigung und Tod Jesu nehmen bei Paulus eine zentrale Rolle ein: Gott hat den gekreuzigten Jesus nicht im Status des Todes und der Gottferne belassen, sondern ihm den Status der Gottgleichheit verliehen. Auch der Mensch könne an der Transformation des Christus vom Tod zum Leben partizipieren. Nach Udo Schnelle stehen daher Transformation und Partizipation im Mittelpunkt paulinischer Theologie.
Paulus betonte im Römerbrief (3,27–28 ), dass der Glaube an das Handeln Gottes in Christi Tod und Auferstehung unabhängig von der Befolgung der Gesetze bzw. unabhängig von guten Handlungen vor Untergang und Tod rettet. Die Bedeutung des Glaubens an Jesus Christus wird ebenfalls in Gal 2,16 , Phil 3,8-14  und Röm 5,1  hervorgehoben. Paulus stellt an mehreren Stellen allerdings auch die aus dem Glauben sich ergebenden praktisch-ethischen Folgen dar (zum Beispiel Gal 5,6 ).
Paulus ist überzeugt, dass Christus „für uns“ gestorben ist. Da Gott nichts veranlasst, was nicht notwendig ist, muss dieser Tod Christi notwendig gewesen sein. Er war notwendig für die Erlösung der Menschen. In diesem Sinne ist des Apostels Aussage „aus dem Gesetz wird niemand gerecht“ zu verstehen: Die Erlösung des Menschen ist allein durch den Glauben an die Heilstat möglich. Aus dem Gesetz allein heraus ist sie nicht möglich. Denn wäre sie so möglich, wäre der Tod Christi nach solcher Ansicht nicht notwendig gewesen.
Die in der paulinischen Theologie zentrale Frage nach der Rechtfertigung aus dem Glauben wird auch am Beispiel Abrahams (Gal 3,6–14 ) exemplifiziert, der von Gott im Alten Testament als Beispiel eines Gerechten gerühmt wird. Jedoch wird das jüdische Gesetz erst später eingeführt. Für Paulus ist Abraham das Beispiel dafür, dass man vor Gott gerecht wird, auch ohne das jüdische Gesetz. Das Gesetz hat vor allem die Funktion eines Schutzes vor der Sünde. Mit der Sendung Christi aber ist die Macht der Sünde gefallen, und Christus ist die Erfüllung der Heilsverheißung an Abraham.
In der gegenwärtigen theologischen Forschung ist die genaue Bedeutung des paulinischen Ausspruchs „aus Werken des Gesetzes wird niemand gerecht“ allerdings stark umstritten. Hatte Luther noch gemeint, Paulus drücke damit aus, dass jeder Versuch, das Gesetz zu erfüllen, eine Art Selbstgerechtigkeit wäre, so wird heute eher angenommen, Paulus wolle auf die Nichtigkeit des Gesetzes für die Heilserlangung hinweisen: Egal, ob ich das Gesetz erfülle oder nicht, bedeute dies nichts für das Heil. Alternativ werden folgende Thesen vertreten:
- Das Gesetz hat keine Heilsfunktion mehr, weil es jetzt Christus gibt (so Ed Parish Sanders).
- Das Gesetz hat keine Heilsfunktion, weil Gott auch nichtjüdische Gläubige unter dem Heil wissen will (so James Dunn).
- Das Gesetz hatte noch nie Heilsfunktion (so Michael Bachmann).[98]

### Ethik
Die Ethik des Paulus wird dort erschließbar, wo der Apostel in seinen Briefen Handlungskonflikte mit und innerhalb der adressierten Gemeinden reflektiert und Werteurteile fällt. Wie kohärent und widerspruchsfrei seine Ethik ist, ist in der akademischen Welt jedoch umstritten. Denn „Paulus war kein Moralphilosoph. Er hat keine Ethik im Sinne einer systematischen Handlungstheorie geschrieben.“
Aktuelle Untersuchungen zeigen bei Paulus eine gewisse Nähe zum griechischen Diaspora-Judentum: Diese wollten sich weniger durch zeremonielle Gebote der Tora als viel mehr durch die moralischen vom hellenistischen Umfeld absondern. Zentral war hierbei das Heiligkeitsgesetz (Lev 17-26 ) im Buch Levitikus. Paulus ist auch der Meinung, dass das von Gott gegebene Tora-Gesetz nicht zur Erlösung führen kann. Dennoch ist es für Paulus ein gutes, heiliges und gerechtes Gesetz. Denn durch den Akt des Glaubens ist der Mensch frei von der Macht der Sünde und befähigt, das Gesetz Christi zu erfüllen. Grundlage des Gesetzes ist das Liebesgebot Christi. Keine Grundlage hingegen sind äußerliche Rituale wie Beschneidung. Der durch die Rechtfertigung aus der Sklavenschaft unter der Sünde befreite Mensch wird zum Sklaven Jesu Christi, was laut Röm 6,15-23  Kennzeichen eines jeden christlichen Lebens ist.
Nach (Röm 9,2-3 ) lebte Paulus in einer ununterbrochenen Gebets-Beziehung zu Gott. Aus diesem Grund war er bestrebt alles, was er getan hatte und ihm widerfahren ist, in diese Gebets-Beziehung zu integrieren.
Paulus hat darüber hinaus eine feste Vorstellung eines Segenskonzeptes: Paulus vergleicht den Segen mit einem Raum, in dem Gott und Gläubige miteinander kommunizieren. Die Heilstat Christi eröffnet den Gläubigen den Zugang zu diesem Heils- und Segensbereich.

#### Ehe und Sexualität
Paulus lehnt sexuelle Freizügigkeit und Prostitution, die ihm im reichen Korinth begegnet ist, als „Unzucht“ (πορνεία) ab. Der Verkehr mit einer Prostituierten beschmutze den eigenen Leib, der als Tempel Gottes über den Tod hinaus der allerhöchste Wert und damit schutzbedürftig sei (1 Kor 6,13 ). Damit richtet er sich gegen die, die sich auf griechische Ideale beziehen und meinen, „alles ist mir erlaubt“, und hält dagegen, „aber nicht alles ist nützlich“. Der Unzucht könne keine Sonderstellung zugewiesen werden. Wie die Ehe, die gottgewollte Einheit von Mann und Frau, vereinige auch außerehelicher sexueller Verkehr zu einem Leib und beschmutze damit den Leib Christi (1 Kor 6,16 ).
Wer sich nicht wie der unverheiratete, vielleicht verwitwete Paulus der Sexualität ganz enthalten könne, solle eine Ehe eingehen, um sich von der Unzucht abzuwenden (1 Kor 7,2 ). Paulus betont den Wert der Ehe als in der Schöpfung vorgesehener Einheit, die ein Teil des Leibes Christi ist. Beide Partner verfügen über den gemeinsamen Leib und sind damit voneinander abhängig (1 Kor 7,4 ), wobei der Mann das Haupt der Frau sei, gleich wie Christus das Haupt des Mannes (1 Kor 11,3 ). Bestehende Ehen mit Ungläubigen werden von ihm nicht abgelehnt, weil der „unheilige“ Partner vom gläubigen Partner gerettet werden könne (1 Kor 7,12–14 ). Scheidungen lehnt Paulus anhand des Ehescheidungsverbotes Jesu ab, außer, die Initiative geht vom nicht-christlichen Partner aus (sog. Paulinisches Privileg, 1 Kor 7,15 ). Die Erhaltung der ehelichen Einheit hat bei Paulus oberste Priorität. Ist die Scheidung jedoch vollzogen, solle eine Versöhnung erreicht werden oder die Frau ehelos bleiben (1 Kor 7,10 f. ).
Die Fähigkeit zur Ehelosigkeit sei eine Begabung, die nicht jedem Menschen möglich sei. Wer diese Begabung besitze, müsse jedoch die Chance ergreifen und sich nicht von Widerständen abhalten lassen (1 Kor 7,7 ff. ), wie dies zur Zeit Paulus’ gerade gegenüber unverheirateten Frauen der Fall war. Dies gelte auch für die Witwen, die dem Zwang zur Wiederverheiratung nicht nachkommen müssten. Es könne jedoch auch die Fähigkeit zur Ehe eine Begabung sein.
Homosexuelle Praktiken stellt Paulus als eine „Verirrung“ außerhalb des „natürlichen Verkehrs“ dar (Röm 1,26 f. ).

## Rezeption und Nachleben

### Bedeutung, Wirkung, Kritik
Paulus wird von allen christlichen Konfessionen als herausragender Verkünder der Lehre Jesu angesehen und geachtet, vor allem im Protestantismus. Seine christozentrische Lehre und das Absehen von den jüdischen Ritualvorschriften leiteten die Loslösung des neuen Glaubens vom Judentum und die Ausbildung einer eigenständigen, schließlich weltumspannenden Religion ein. Aus diesem Grund wird Paulus seit den Anfängen der historisch-kritischen Bibelauslegung im 18. Jahrhundert von vielen Philosophen und Theologen als eigentlicher Gründer des Christentums, sozusagen als „erster Theologe“ betrachtet. Andere Theologen wie Friedrich Wilhelm Horn und Markus Tiwald bestreiten diese Deutung. Sie nehmen an, dass die von Paulus verbreitete Theologie bereits vorher in Jerusalem, Antiochia und anderswo ausgebildet wurde und der Apostel lediglich ihr „Tradent“ war.
In der Nachfolge der paulinischen Lehre entwickelten unter anderem Augustinus von Hippo (4./5. Jahrhundert), Martin Luther (15./16. Jahrhundert) und Karl Barth (19./20. Jahrhundert) ihre Theologie. Andererseits ist Paulus mindestens seit der frühen Neuzeit ein häufiges Ziel von Kritik, die ihm vorwirft, die Lehre des jüdischen Jesu, der nicht mit dem Anspruch eines Religionsgründers auftrat, verfälscht zu haben. So sieht etwa Friedrich Nietzsche in Paulus einen Verfälscher der Frohen Botschaft des „Himmelreichs“ im Herzen hin zu einer Hoffnung auf ein Dasein nach dem Dasein: „Ein Gott für unsere Sünden gestorben; eine Erlösung durch den Glauben; eine Wiederauferstehung nach dem Tode – das sind alles Falschmünzereien des eigentlichen Christenthums, für die man jenen unheilvollen Querkopf [Paulus] verantwortlich machen muß.“ »Der „frohen Botschaft“ folgte auf dem Fuss die allerschlimmste: die des Paulus. In Paulus verkörpert sich der Gegensatz-Typus zum „frohen Botschafter“, das Genie im Hass, in der Vision des Hasses, in der unerbittlichen Logik des Hasses. Was hat dieser Dysangelist Alles dem Hasse zum Opfer gebracht! Vor allem den Erlöser: er schlug ihn an sein Kreuz. Das Leben, das Beispiel, die Lehre, der Tod, der Sinn und das Recht des ganzen Evangeliums — Nichts war mehr vorhanden, als dieser Falschmünzer aus Hass begriff, was allein er brauchen konnte. Nicht die Realität, nicht die historische Wahrheit!… «
In der katholischen Kirche gilt der hl. Paulus als Schutzpatron der Theologen und Seelsorger, Weber, Zeltwirker, Korbmacher, Seiler, Sattler und Arbeiterinnen sowie der katholischen Presse. Er wurde auch um Regen und Fruchtbarkeit der Felder, wie auch gegen Furcht, Ohrenleiden, Krämpfe und Schlangenbisse angerufen.
Zum Gedenken an das 2000. Geburtsjahr des Apostels rief Papst Benedikt XVI. ein Paulusjahr aus, das er am 28. Juni 2008 gemeinsam mit dem Ökumenischen Patriarchen von Konstantinopel, Bartholomäus I., in der Basilika Sankt Paul vor den Mauern eröffnete.

### Gedenktag und Patronate
Sein römisch-katholischer, orthodoxer, armenischer, koptischer und evangelischer Gedenktag ist der 29. Juni, Peter und Paul (zusammen mit Petrus).
Ein besonderer Gedenktag in der römisch-katholischen, der anglikanischen und einigen evangelischen Kirchen ist Pauli Bekehrung, der 25. Januar.
In Malta wird am 10. Februar als besonderer Gedenktag des Schiffbruchs des Paulus vor Malta gedacht.
Zahlreiche Paulskirchen sind dem Patrozinium des hl. Paulus geweiht oder nach ihm benannt.

### Ikonografie

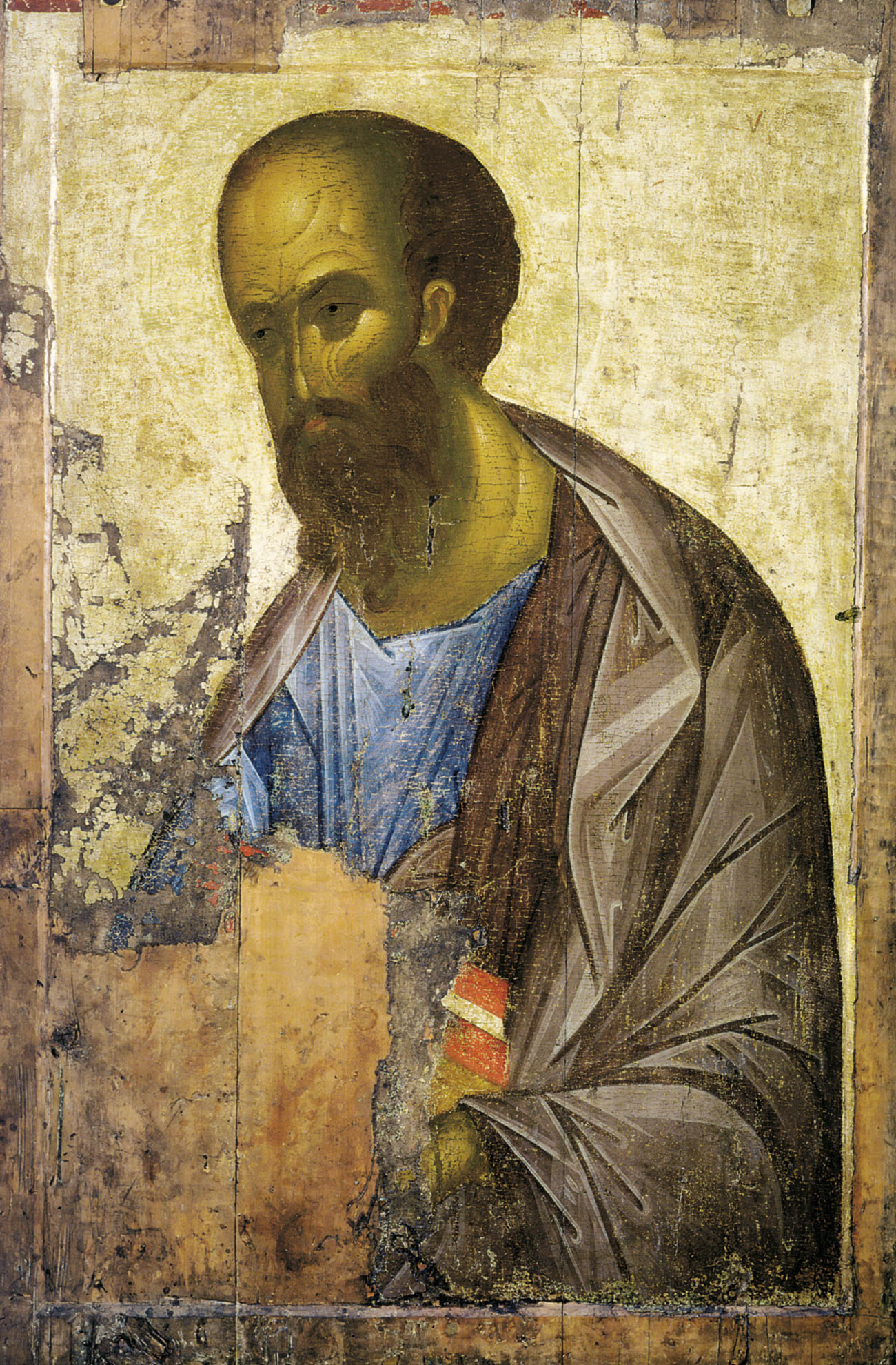
Paulus-Ikone von Andrei Rubljow († 1430)

Da zeitgenössische Bildnisse oder Porträts des Paulus fehlten, entwickelte man seine Ikonografie auf Basis antiker Darstellungskonventionen für einen Philosophen (Tunica und Himation, Kodex oder Schriftrolle). Wie bei Petrus wurden auch bei Paulus bereits auf den frühesten Abbildungen die Gesichtszüge individualisiert: länglich-schmales Gesicht, Stirnglatze mit dunklem Haarkranz, geteilter oder gesträhnter Bart wie bei antiken Philosophen.
In den apokryphen Paulusakten aus dem 2. Jahrhundert findet sich eine Personenbeschreibung, die vermutlich auf die Ikonographie eingewirkt hat:

„Er sah aber Paulus kommen, einen Mann klein von Gestalt, mit kahlem Kopf und krummen Beinen, in edler Haltung mit zusammengewachsenen Augenbrauen und ein klein wenig hervortretender Nase, voller Freundlichkeit; denn bald erschien er wie ein Mensch, bald hatte er eines Engels Angesicht.“

Um 320 hielt der Kirchenvater und Geschichtsschreiber Eusebius von Caesarea fest:

„Wir haben auch die Bilder der Apostel Paulus und Petrus und sogar das Bild Christi selbst in Farben gemalt gesehen. War es doch zu erwarten, dass die Alten sie als ihre Retter ohne Überlegung gemäß ihren heidnischen Gewohnheiten auf solche Weise zu ehren pflegten.“

Zu den ältesten Bildnissen des Apostels Paulus gehören insbesondere Darstellungen der hll. Petrus und Paulus auf dem Boden eines frühchristlichen Goldglases des 4. Jahrhunderts in den Vatikanischen Museen, Paulus mit Petrus in den Domitilla-Katakomben um 350, das Paulusbildnis in der Katakombe der Heiligen Marcellinus und Petrus aus dem 4. Jahrhundert und das Paulus-Fresko in der Paulus-Grotte bei Ephesos aus dem 4.–5. Jahrhundert.
Auch in den folgenden Jahrhunderten bis heute haben zahlreiche Künstler Paulusbilder gemalt. Erst vom 13. Jahrhundert an findet sich die Darstellung mit dem Schwert, dem Attribut für sein Martyrium. Im Jahr 1567 schuf Pieter Bruegel der Ältere das Gemälde Die Bekehrung des Paulus; etwa 100 Jahre später (1661) malte Rembrandt van Rijn neben anderen Paulusbildern auch ein Selbstporträt als Apostel Paulus. Alle künstlerischen Darstellungen folgen mehr oder weniger streng den seit der Spätantike zum Paulus-Bildnis entwickelten Gestaltungskonventionen und erheben nicht den Anspruch, realistische Details zur Physiognomie des Apostels Paulus ins Bild zu setzen.

### Galerie

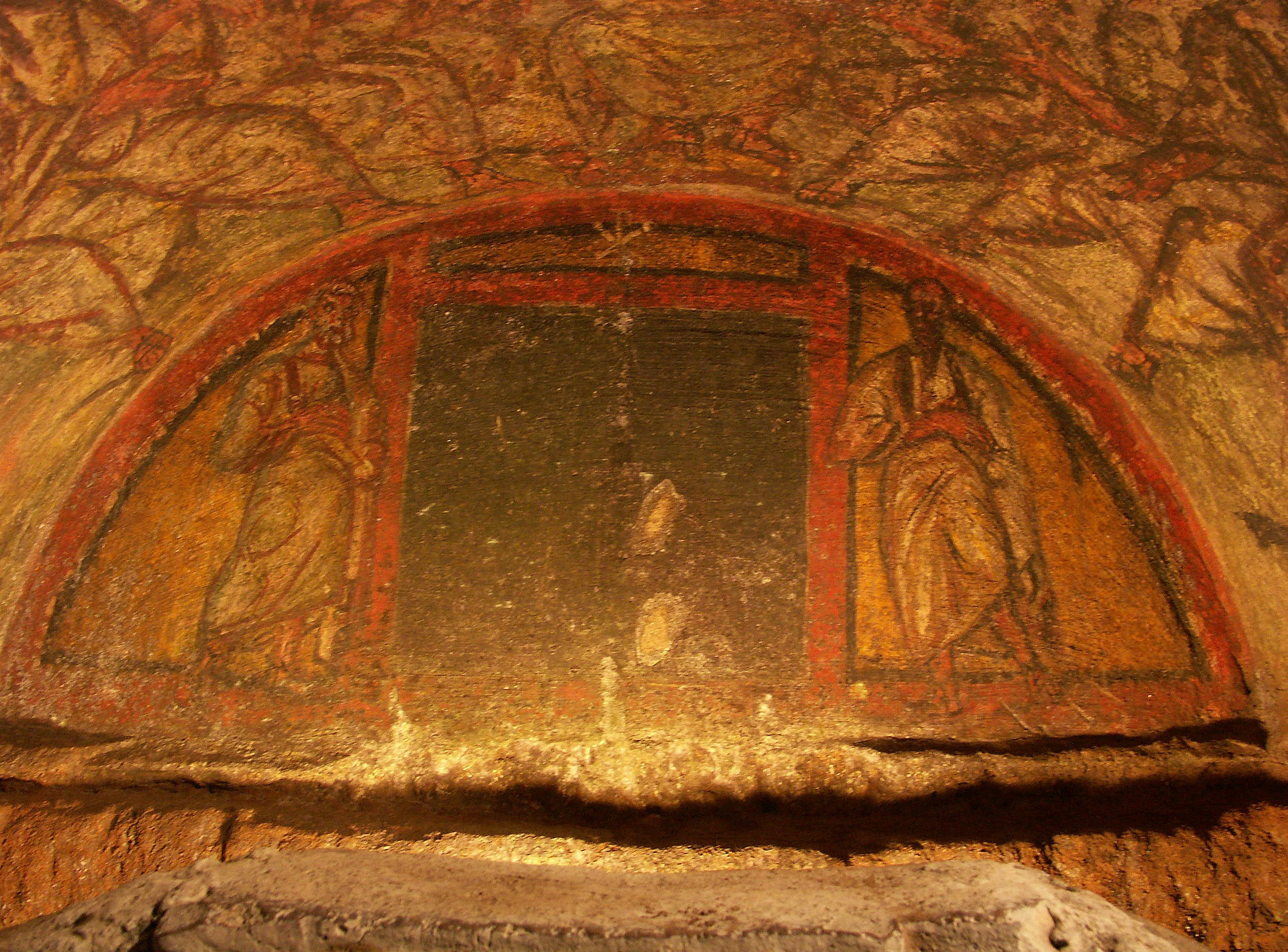
Domitilla-Katakomben, Rom, um 350
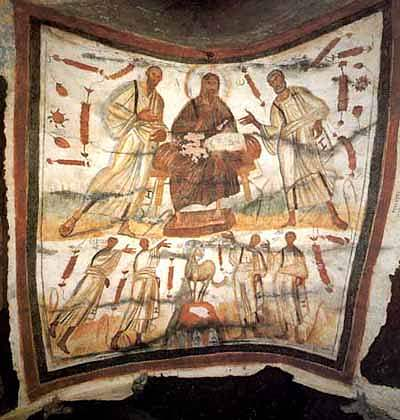
Katakombe der Heiligen Marcellinus und Petrus, Rom, 4. Jahrhundert
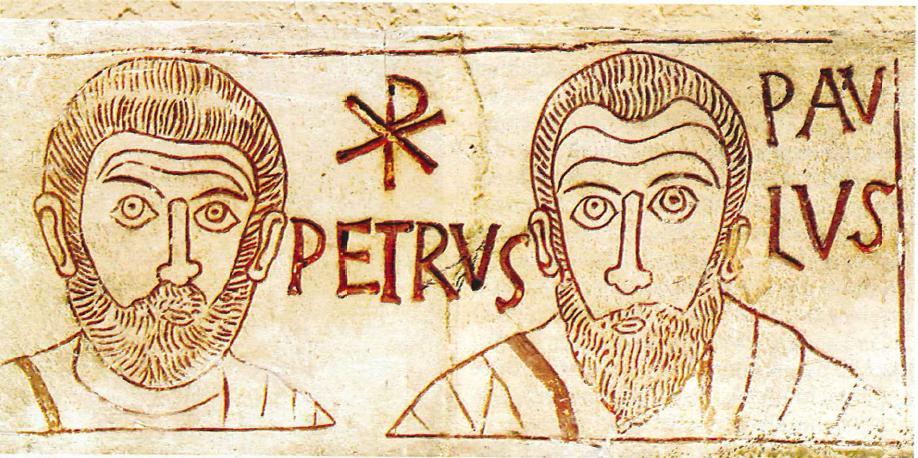
Grabplatte aus der Hippolyt-Katakombe, Rom, 4. Jahrhundert
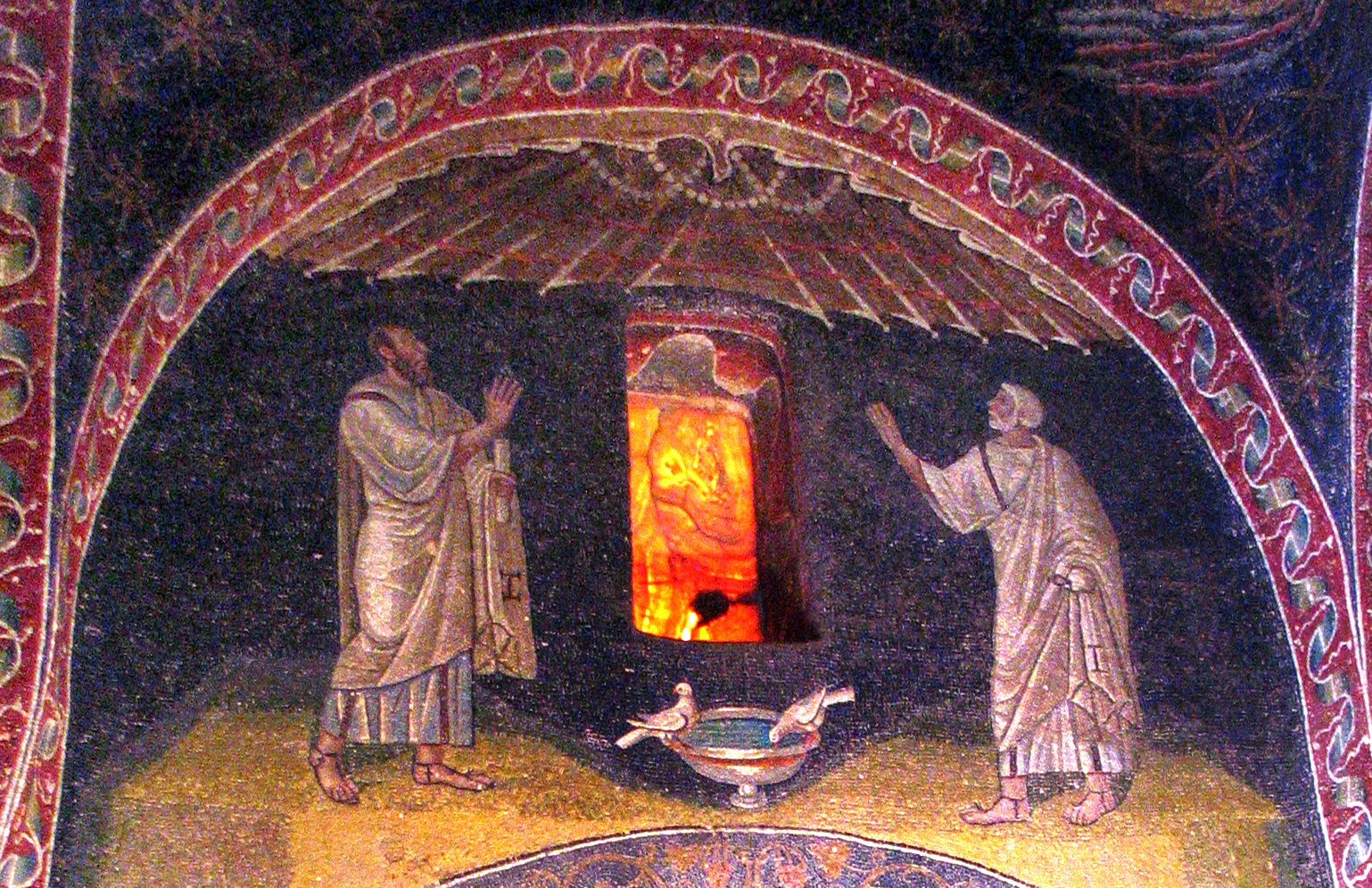
Mosaik im Mausoleum der Galla Placidia, Ravenna, um 450
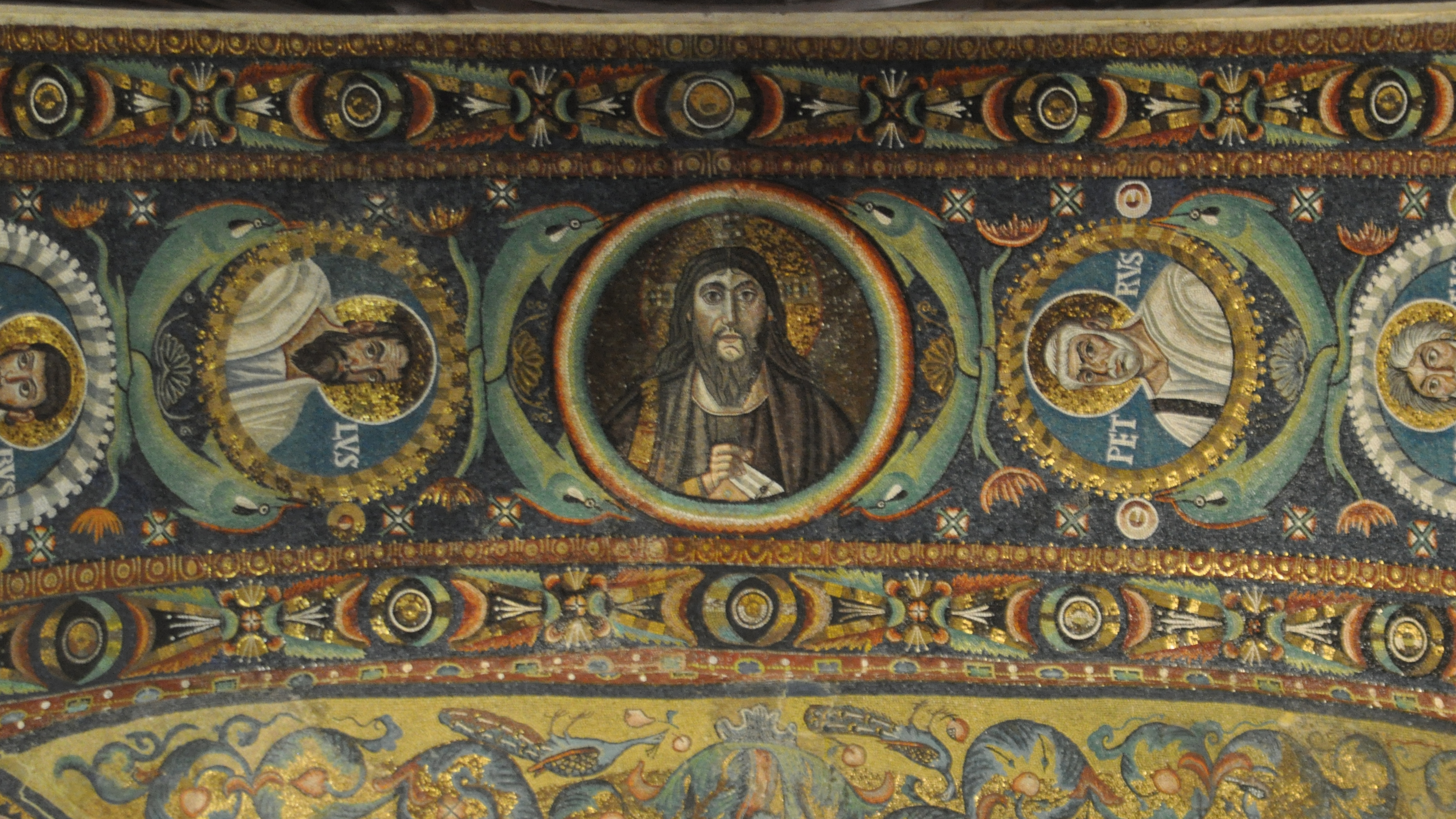
Chorbogen-Mosaik in San Vitale, Ravenna, 6. Jahrhundert
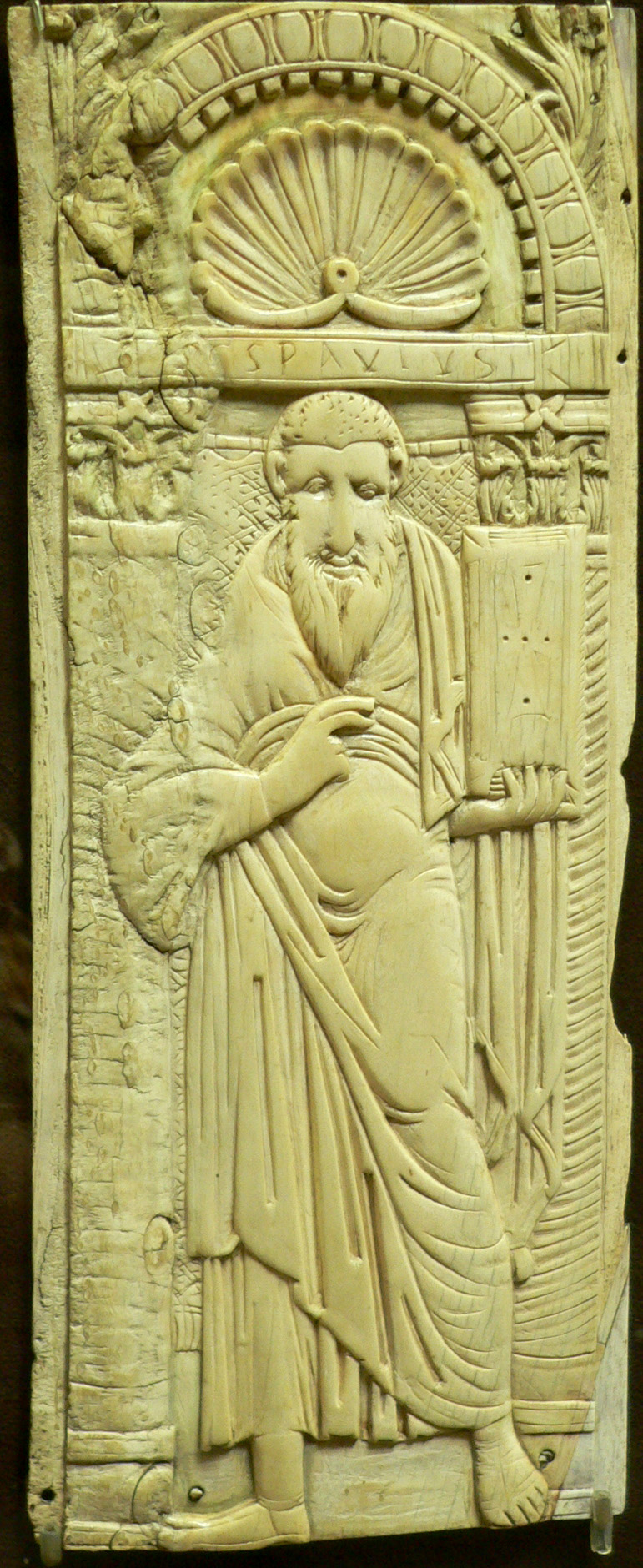
Byzantinisches Elfenbeinrelief, 6.–7. Jahrhundert, Paris, Musée de Cluny
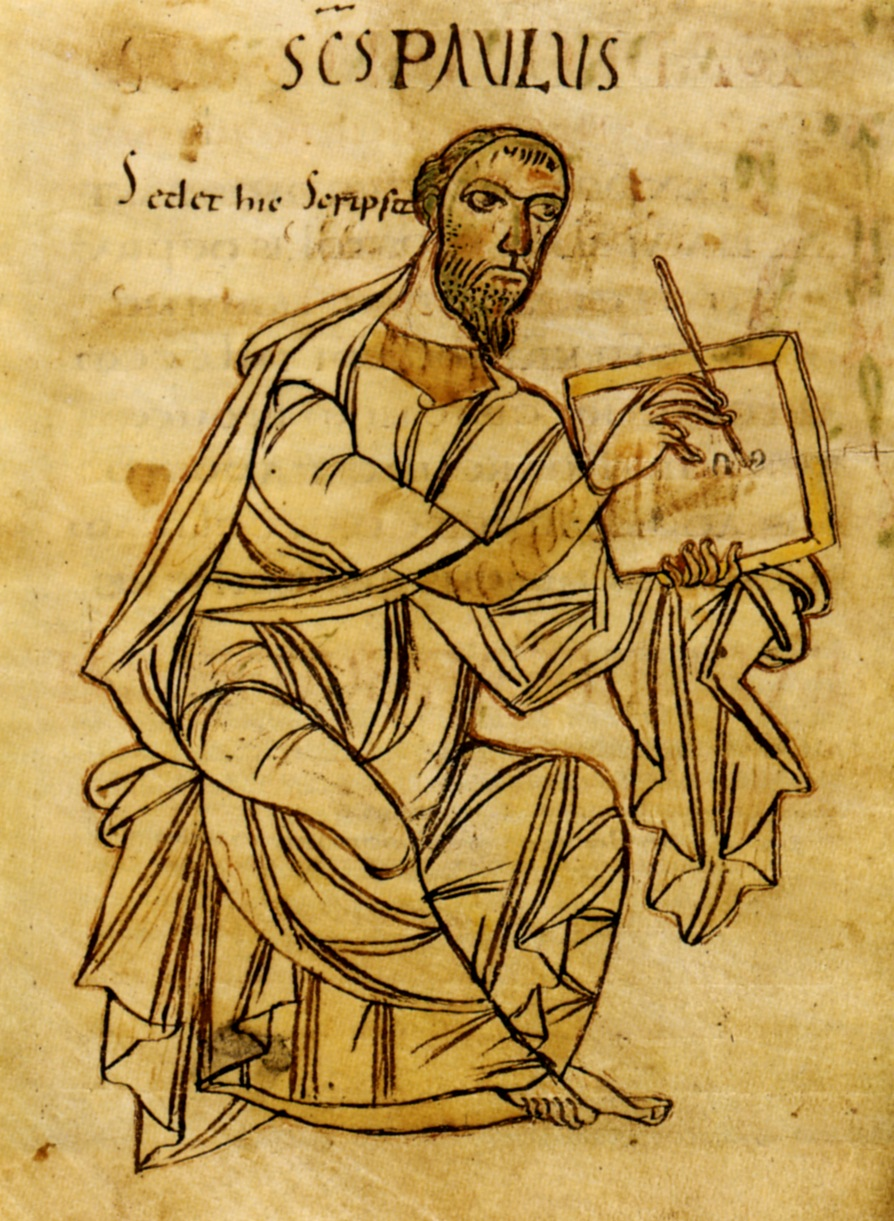
Miniatur in St. Galler Handschrift der Paulusbriefe, 1. Hälfte 9. Jahrhundert
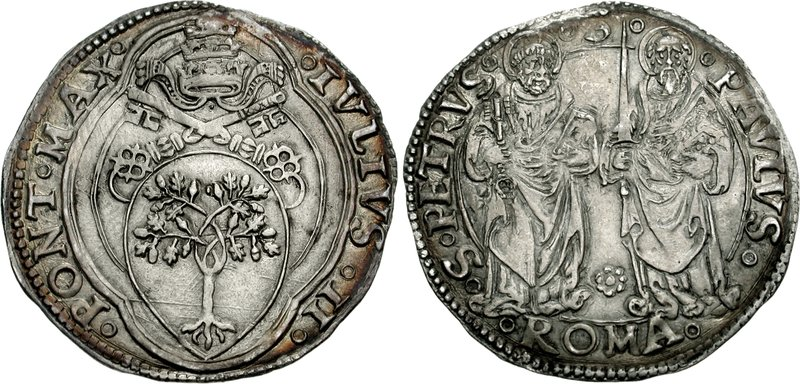
Giulio mit St. Peter mit Schlüssel und Evangelium und St. Paul mit Schwert und Evangelium (16. Jhd.)
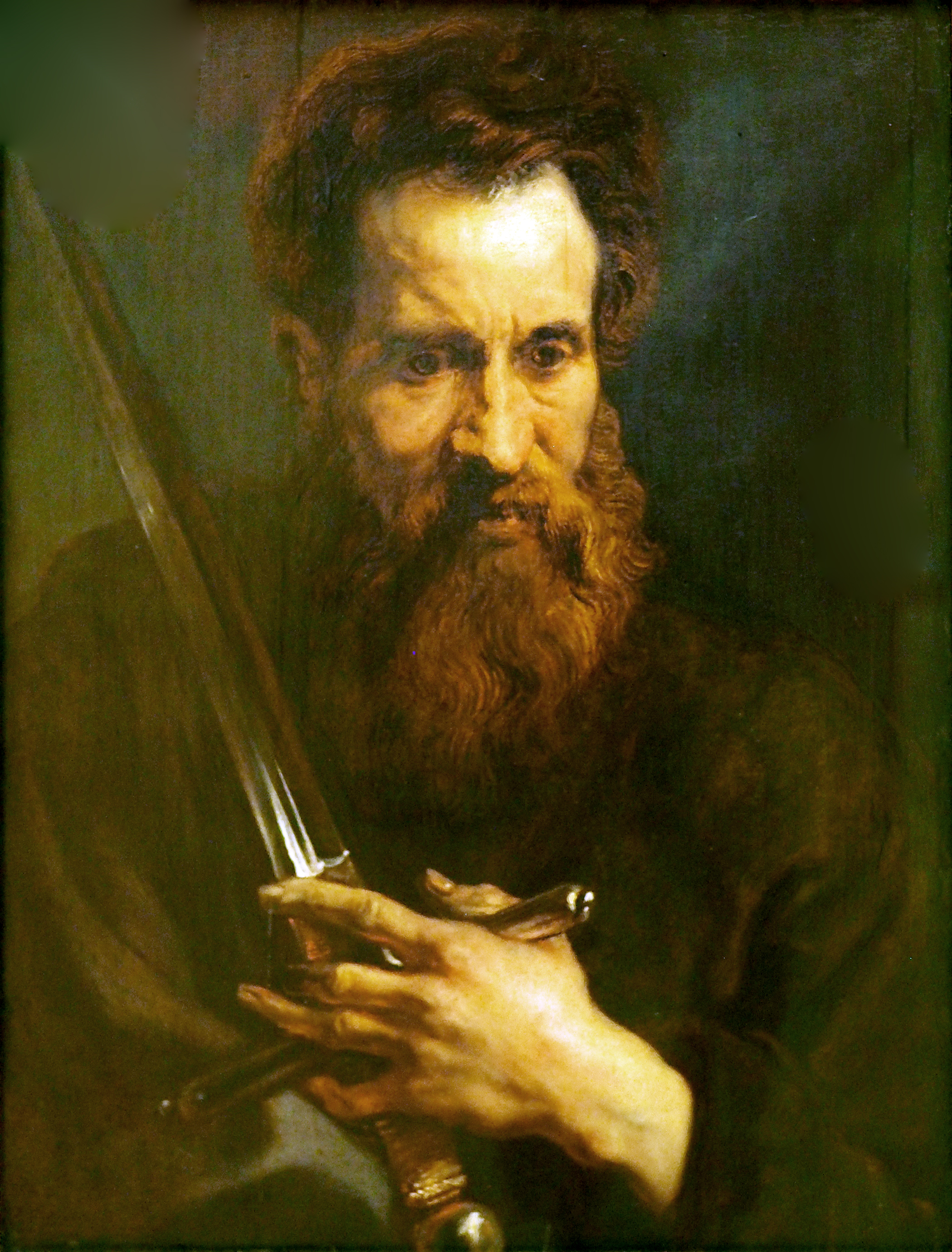
Apostel Paulus, Gemälde von Anthonis van Dyck etwa 1618–1620.
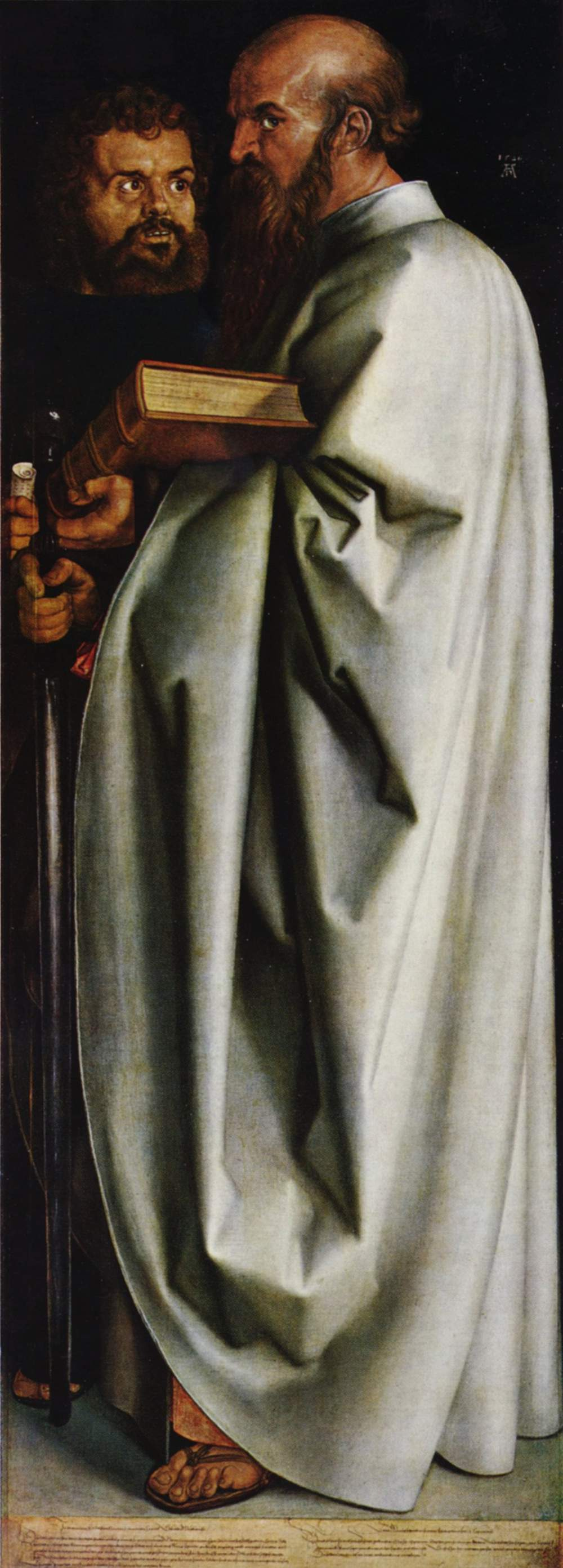
Apostel Paulus (rechts mit Buch, Schwert und Halbglatze) und Markus. Eine der beiden Tafeln des Diptychons Die vier Apostel von Albrecht Dürer 1526.

### Musikalische Bearbeitung
Vor allem in der Renaissance- und Barockzeit schufen Komponisten Werke zum Thema Saulus – Paulus:
- Motette Saule, Saule für 8 Stimmen von Giaches de Wert
- Symphoniae sacrae III (1650): Saul, Saul, was verfolgst du mich? SWV 415 von Heinrich Schütz

Aber auch in der Moderne gibt es Kompositionen, zum Beispiel
- Motette The Conversion of Saul von Z. Randall Stroope

Ein ganzes Oratorium zum Thema Paulus schufen:
- Felix Mendelssohn Bartholdy: Paulusoratorium, op. 36 (1836)
- Siegfried Fietz

Werke im Genre Musical und Oper:
- Birgit Minichmayr schrieb für KISI – God’s singing kids das 2009 in Wien uraufgeführte Musical Paulus
- Für Adonia (Jugendorganisation) schrieb Markus Heusser 2010 das Musical Paulus
- Oper San Paolo von Sidney Corbett nach dem Fragment eines Drehbuches von Pier Paolo Pasolini

### Film
- 1951: Im amerikanischen Spielfilm Quo Vadis wird die Figur des Paulus von dem Schauspieler Abraham Sofaer dargestellt.
- 1952: Der französische Kinofilm Der Weg nach Damaskus (Regie: Max Glass, Originaltitel Le chemin de Damas) beschreibt Paulus’ Damaskuserlebnis.[119]
- 1952: Im amerikanischen Spielfilm Das Gewand wird die Figur des Paulus von dem Schauspieler Jeff Morrow dargestellt.
- 2000: Die TV-Verfilmung Die Bibel – Paulus (Originaltitel San Paolo) hatte in Italien Premiere und erschien in etlichen weiteren Ländern.
- 2018: Paulus, der Apostel Christi (USA) erzählt von den letzten Tagen des Apostels.